# Песма Евровизије 2024.
Песма Евровизије 2024. (енгл. Eurovision Song Contest 2024, фр. Concours Eurovision de la chanson 2024) биo je 68. избор за Песму Евровизије. У организацији Европске радиодифузне уније (ЕБУ) и домаћина Шведске телевизије (SVT), такмичење je одржано у Малме арени, у граду Малмеу, у Шведској, захваљујући победи Лорен на Песми Евровизије 2023. у Ливерпулу са песмом Tattoo. Ово је био седми пут да се такмичење одржава у Шведској, односно трећи пут да се такмичење одржава у Малмеу након 1992. и 2013. Такмичење се састојало из два полуфинала која су се одржала 7. и 9. маја и великог финала које се одржало 11. маја 2024, а водитељи су били Малин Окерман и Петра Меде, која је водила такмичење 2013. и 2016.
37 земаља је учествовало на такмичењу. Луксембург се вратио на такмичење по први пут после 1993. године, док се Румунија повукла са такмичења. Укључивање Израела у такмичење је било контроверзно и покренуло многе дебате о такмичењу, због сукоба Израела и Хамаса, као и израелске инвазије на Појас Газе.
Победу је однела Швајцарска са песмом The Code коју су написали Бењамин Аласу, Ласе Мидциан Ниман, Линда Дејл и Немо, а изводи Немо. Швајцарска је победила у гласању жирија и свеукупном гласању, а завршила на 5. месту телегласања. Хрватска је победила у телегласању и завршила друга, што је најбољи резултат Хрватске до овог тренутка као независне државе. Украјина, Француска и Израел су чинили остатак првих 5.

## Избор града домаћина
Такмичење ће се одржати у Шведској, након победе Шведске на такмичењу 2023, коју је представљала Лорен са песмом Tattoo.

### Конкурс за домаћинство
Одмах након победе Шведске на такмичењу 2023, први градови који су изразили интерес за домаћинство су Стокхолм, Гетеборг и Малме, три највећа града у Шведској, такође и три града која су била домаћини такмичења бар једном. Поред њих, још неколико градова је такође изразило интерес: Ескилстуна, Јенћепинг, Ерншелдсвик, Партиле и Сандвикен.
SVT је поставила крајњи рок за 12. јун 2023. како би градови доставили кандидатуру. Стокхолм је званично објавио кандидатуру 7. јуна, заједно са Гетеборгом који је кандидатуру објавио 10. јуна. Дана 8. јуна 2023, општина Сандвикен је одлучила да не конкурише за домаћинство. Мало пре него што је прошао рок за конкурисање, SVT је открила да је још неколико других градова конкурисало за домаћинство. Следећег дана, објављено је да су поред претходно поменутих градова и Малме и Ерншелдсвик поднели кандидатуре да буду град домаћин. Јенћепинг је евентуално одустао од кандидатуре из финансијских разлога. Дана 7. јула је објављено да Гетеборг и неће бити домаћин. Истог дана је у 14.00 сати по централноевропском времену објављено да ће Малме бити домаћин такмичења у Малме арени.
Легенда
 †  Изабран домаћин

 ‡  Ужи избор

 ^  Презентовали кандидатуру
| Град         | Арена                      | Капацитет     | Напомене | Реф.                             |
| ------------ | -------------------------- | ------------- | --- | -------------------------------- |
| Гетеборг^    | Скандинавијум              | 14.000        | Домаћин Песме Евровизије 1985. Кров треба опрему за додатно осветљење; арена спремна за рушење па за поновну изградњу.             | [ 2 ] [ 9 ] [ 11 ] [ 12 ] [ 13 ] |
| Ерншелдсвик^ | Арена Хеглундс             | 9.800         | Домаћин четвртфиналних вечери националног избора Мелодифестивален 2007, 2010, 2014 и 2018, као и полуфинала 2023.                  | [ 9 ] [ 14 ]                     |
| Ескилстуна   | Стига Спортс арена         | 5.000         | Домаћин рунде друге шансе националног избора Мелодифестивален 2020.                                                                | [ 15 ]                           |
| Јенћепинг    | Хускварна Гарден           | 7.000         | Домаћин четвртфиналних вечери националног избора Мелодифестивален 2007.                                                            | [ 16 ] [ 17 ]                    |
| Малме†       | Малме арена                | 15.500        | Домаћин Песме Евровизије 2013. | [ 10 ] [ 18 ] [ 19 ]             |
| Партиле      | Партиле арена              | 5.500         | Домаћин Хора Евровизије 2019. | [ 20 ]                           |
| Сандвикен    | Арена Герансен             | 10.000        | Домаћин четвртфиналних вечери националног избора Мелодифестивален 2010. Планови укључују сарадњу са другим општинама у Јевлеборгу. | [ 21 ] [ 22 ]                    |
| Стокхолм‡    | Стокхолмска арена          | 45.000        | — | [ 23 ] [ 24 ] [ 25 ] [ 26 ]      |
| Стокхолм‡    | Арена Френдс               | 65.000        | Домаћин свих финалних вечери националног избора Мелодифестивален осим једне вечери од 2013. Арена избора владе града Стокхолма.    | [ 23 ] [ 24 ] [ 25 ] [ 26 ]      |
| Стокхолм‡    | Привремена арена Фрихамнен | 11.000—14.700 | Била би подигнута привремена арена у Стокхолмској луци Фрихамнен                                                                   | [ 27 ]                           |

## Земље учеснице
Да би одређена држава могла да стекне право учешћа на избору за Песму Евровизије, она мора да буде активна чланица Европске радиодифузне уније (ЕБУ).‍ ЕБУ је послао позив за учешће на Песми Евровизије 2024. године свим активним члановима, којих пред такмичење 2024. има у 56 држава.
Дана 5. децембра 2023. године ЕБУ је објавила да ће на такмичењу 2024. учествовати 37 земаља. Луксембург ће се вратити на такмичење по први пут после 1993. године, док се Румунија повукла са такмичења из финансијских разлога.
| Држава               | Емитер               | Извођач(и)                 | Песма                                              | Језик                  | Аутор(и) |
| -------------------- | -------------------- | -------------------------- | -------------------------------------------------- | ---------------------- | --- |
| Азербејџан           | ИТВ                  | Фахри feat. Илкин Довлатов | Özünlə apar                                        | енглески, азерски      | Едгар Равин Фахри Исмајлов Хасан Хајдар Мадо Салих Мила Милес |
| Албанија             | РТШ                  | Беса                       | Titan                                              | енглески               | Беса Кокедима Кљеди Бахити Розана Ради [ ] |
| Аустралија           | СБС                  | Electric Fields            | One Milkali (One Blood)                            | енглески, јанкуњћаћара | Мајкл Рос Закараја Филдинг |
| Аустрија             | ОРФ                  | Калин                      | We Will Rave                                       | енглески               | Џими „Џокер” Тернфелд [ ] Андерц Вретов Џули Огар Томас Стенгард |
| Белгија              | РТБФ                 | Мусти                      | Before the Party's Over                            | енглески               | Аријана Дамато Беноа Леклер Шарлот Кларк Нина Самперманс Пјер Думујин Томас Мустин                                                                                     |
| Грузија              | ГПБ                  | Нутса Бузаладзе            | Firefighter                                        | енглески               | Дарко Димитров Ада Скитка |
| Грчка                | ЕРТ                  | Марина Сати                | Zari (Ζάρι)                                        | грчки                  | Џино „ The Ghost ” Бори Џеј Луит Столар Џордан Ричард Палмер Константин „ Kay Be ” Пламенов Бешков Марина Сати Ник Кодонас Манолис „ Solmeister ” Солидакис Vlospa [ ] |
| Данска               | ДР                   | Саба                       | Sand                                               | енглески               | Јонас Тандер Мелани Вехбе Пил Калинка Нигард Јепсен |
| Естонија             | ЕРР                  | 5miinust и Puuluup         | (Nendest) narkootikumidest ei tea me (küll) midagi | естонски               | Ким Венестрем Kohver Lancelot Марко Вејсон Päevakoer Похја Кореа Рамо Тедер                                                                                            |
| Израел               | ИПБК/Кан             | Еден Голан                 | Hurricane                                          | енглески, хебрејски    | Ави Охион Керен Пелес Став Бегер |
| Ирска                | РТЕ                  | Bambie Thug                | Doomsday Blue                                      | енглески               | Бамби Реј Робинсон Оливија Кеси Брукинг [ ] Сем Метлок [ ] Тајлер Рајдер                                                                                               |
| Исланд               | РУВ                  | Хера Бјерк                 | Scared of Heights                                  | енглески               | Асдис Марија Видарсдоутир Ферас Алкаиси Јаро Омар Мајкл Бурек |
| Италија              | Раи                  | Анђелина Манго             | La noia                                            | италијански            | Анђелина Манго Дарио Фаини [ ] Франческа Калеаро [ ] |
| Јерменија            | АМПТВ                | Ladaniva                   | Jako (Ժակո)                                        | јерменски              | Одри Леклер Јаклин Багдасарјан Луј Томас |
| Кипар                | РИК                  | Силија Капсис              | Liar                                               | енглески               | Димитрис Контопулос Елке Тијел |
| Летонија             | ЛТВ                  | Донс                       | Hollow                                             | енглески               | Артурс Шингирејс Кејт Нортроп Лијам Гедес |
| Литванија            | ЛРТ                  | Силвестер Белт             | Luktelk                                            | литвански              | Џесика Шивокаите Елена Јургаитјте Силвестрас Белт |
| Луксембург           | РТЛ                  | Тали                       | Fighter                                            | француски, енглески    | Ана Зимер Дарио Фаини [ ] Манон Ромити Силвио Лисбон |
| Малта                | ПБС                  | Сара Боничи                | Loop                                               | енглески               | Кевин Ли Лејра Гоџи Ангел Мајкл Џо Цини Сара Боничи Себастијан Притчард-Џејмс                                                                                          |
| Молдавија            | ТРМ                  | Наталија Барбу             | In the Middle                                      | енглески               | Крис Ричардс Наталија Барбу |
| Немачка              | НДР                  | Исак                       | Always on the Run                                  | енглески               | Грег Таро Исак Гудеријан Кевин Лер Лео Салминен |
| Норвешка             | НРК                  | Gåte                       | Ulveham                                            | норвешки               | Гунхилд Сундли [ ] Јон Евен Шерер [ ] Марит Јенсен Лилебуен Магнус Бермарк [ ] Рони Греф Јенсен Свејнунг Екло Сундли [ ]                                               |
| Пољска               | ТВП                  | Луна                       | The Tower                                          | енглески               | Александра Катаржина Вијелгомас Макс Кук Пол Диксон |
| Португал             | РТП                  | Јоланда                    | Grito                                              | португалски            | Алберто Ернандез Јоланда Кошта |
| Сан Марино           | СМРТВ                | Megara                     | 11:11                                              | шпански, италијански   | Исра Данте Рамос Соломандо Роберто ла Луета Руиз Сара Хименез Морал |
| Словенија            | РТВ СЛО              |                            | Вероника                                           | словеначки             | Сара Бришки Цирман Бојан Цвјетићанин Данило Капел Мартин Безјак Петер Ху Клавдија Копина                                                                               |
| Србија               | РТС                  | Теја Дора                  | Рамонда                                            | српски                 | Андријано Кадовић Лука Јовановић Теодора Павловска |
| Уједињено Краљевство | ББЦ                  | Оли Александер             | Dizzy                                              | енглески               | Оли Александер Торнтон Дани Ел Харл |
| Украјина             | Суспиљне             | Алиона Алиона и Џери Хејл  | Teresa & Maria                                     | украјински, енглески   | Алиона Савраненко Антон Чилиби Јана Шемаева Иван Клименко |
| Финска               | Уле                  | Windows95man               | No Rules!                                          | енглески               | Хенри Писпанен Јуси Ројне Тему Кеистери |
| Француска            | Француска телевизија | Слиман                     | Mon amour                                          | француски              | Меир Салах Слиман Небши [ ] Јаков Салах |
| Холандија            | АВРОТРОС             | Јост Клајн                 | Europapa                                           | холандски              | Дони Елерстром Јост Клајн Пол Елстак Тен де Крујф Тајмен Мелисант Тим Харс                                                                                             |
| Хрватска             | ХРТ                  | Baby Lasagna               | Рим тим таги дим                                   | енглески               | Марко Пуришић |
| Чешка                | ЧТ                   | Аико                       | Pedestal                                           | енглески               | Алена Ширманова-Костебелова [ ] Стивен Ансел [ ] |
| Швајцарска           | СРГ ССР              | Немо                       | The Code                                           | енглески               | Бенјамин Аласу Ласе Мидцијан Ниман Линда Дејл Немо Метлер |
| Шведска              | СВТ                  | Маркус и Мартинус          | Unforgettable                                      | енглески               | Маркус Гунарсен Мартинус Гунарсен Џими Џокер Торнфелт Џој Деб Линеа Деб                                                                                                |
| Шпанија              | РТВЕ                 | Nebulossa                  | Zorra                                              | шпански                | Марија Бас Марк Дасуса [ ] |

### Извођачи који су учествовали раније
| Извођач(и)     | Држава    | Коментар                                                | Реф.   |
| -------------- | --------- | ------------------------------------------------------- | ------ |
| Наталија Барбу | Молдавија | Представљала је Молдавију 2007. са песмом Fight.        | [ 34 ] |
| Хера Бјерк     | Исланд    | Представљала је Исланд 2010. са песмом Je ne sais quoi. | [ 35 ] |

### Остале земље
- Андора — Дана 17. августа 2023, Дани Ортола, уредник програма RTVA, је изјавио да се Андора неће вратити на такмичење „иако је [Андора] чланица ЕБУ”.[36] RTVA је 18. августа објавила да још увек није донесена одлука о учешћу (или не учешћу).[37] Ипак, 21. августа је потврђено да Андора неће учествовати на такмичењу 2024.[38]
- Босна и Херцеговина — Дана 7. јуна 2023, Лејла А. Бабовић, шефица међународних односа босанског емитера БХРТ је изјавила да Босна и Херцеговина „највероватније, нажалост, неће учествовати” на такмичењу 2024, као и да учешће није могуће због финансијских проблема. 2. августа 2023, БХРТ је и званично потврдио одсуство са такмичења из истих разлога као и претходних година.[39]
- Монако - 15. септембра 2023. MMD је потврдио да Монако неће учествовати на такмичењу 2024. године.[40]
- Румунија — Иако је у почетку учешће Румуније зависило од одобравања буџета румунске владе, ЕБУ није уврстила Румунију у листи земаља учесница, али је румунска делегација тражила даље преговоре са ЕБУ поводом евентуалног (не)учешћа. 25. јануара 2024. је и званично потврђено да Румунија неће учествовати на такмичењу 2024. године.[30][41]
- Северна Македонија — Иако је крајем септембра 2023. македонска телевизија објавила план и програм за сезону 2023/2024. на коме је и требао бити одвојен буџет за учешће на Песми Евровизије,[42] 6. децембра 2023. македонска телевизија је потврдила да Северна Македонија неће учествовати на такмичењу 2024. године чиме ће се фокусирати на обележавање 80. годишњице македонског радија и 60. годишњице македонске телевизије, уз напомену да ће македонска телевизија преносити такмичење.[43]
- Словачка — Дана 5. јуна 2023, словачки емитер RTVS је изјавио да се Словачка неће вратити на такмичење 2024, а као разлог су навели лошу финансијску ситуацију и ниску гледаност током учешћа.[44]

Земље које су учествовале ранијих година али се нису нашле на списку учесника за такмичење 2024. су:
- Бугарска
- Мароко
- Мађарска
- Турска
- Црна Гора

Земље које су учествовале ранијих година, али нису чланице ЕБУ те им је онемогућено учешће на такмичењу 2024. су:
- Белорусија
- Русија

## Продукција
Песма Евровизије 2024. ће бити у продукцији емитера Sveriges Television (SVT). Главни тим се састоји од Ебе Адијелсена као главне извршне продуценткиње, Кристел Толс Вилерс као извршне продуценткиње задужене за комуникације, Тобајаса Оберга као извршног руководиоца задуженог за продукцију и Јохана Бернхагена као извршног линијског продуцента, Кристера Бјеркмана као продуцента такмичења и Пера Бланкенса као ТВ продуцента. Други чланови продукцијског тима укључује шефа продукције Давида Весена, шефа правног одељка Матса Линдрена, шефице медија Маделин Синдинг-Ларсен и извршне асистенткиње Линее Лопез.
Вилерс, Оберг и Бернхаген, Бјеркман и Линдгрен су радили и на такмичењима 2000. и/или такмичењима 2013. и 2016. у Стокхолму у разним улогама. Бјеркман је такође радио на продукцији такмичења Песма Америке, адаптацији Песме Евровизије за тржиште Сједињених Држава, као и на продукцији Мелодифестивалена, шведског националног финала за Песму Евровизије, за који су радили и Вилерс, Синдинг-Ларсен и Бланкенс.
Општина Малме је дала 30 милиона kr (отприлике 2.5 милиона €) у буџет за такмичење.
Едвард Аф Силен и Данијел Рен ће писати сценарио за сегменте презентера и наступе у отварањима и паузама; раније су заједно радили у овој улози за такмичења 2013. и 2016.
У новембру 2023, у светлу рата између Израела и Хамаса, продукцијски тим је најавио своју вољу да повећају сигурносне мере и да буду у контакту са локалним полицијским снагама током такмичења, због потенцијалног ризика терористичких напада.

### Графички дизајн
14. новембра 2023. ЕБУ је објавила да ће слоган „United by Music” (прев. Уједињени музиком) који је првобитно био коришћен на такмичењу 2023. године постати трајни слоган такмичења почевши од 2024. године па надаље. Графички дизајн такмичења 2024. је представљен 14. децембра 2023. као логотип под називом „Евровизијска светла”. Логотип је настао комбинацијом вертикалних поларних светлости и хармонијског ритма еквилајзера звука. Визуелни изглед је дизајниран приказом једноставних линеарних градијената инспирисаних вертикалним линијама које прожимају поларно светло и еквилајзере звука.

### Дизајн сцене
Изглед сцене је представљен 19. децембра 2023. Дизајниран је од стране Флоријана Видера који је дизајнирано сцене и за такмичења од 2011. до 2021. (осим 2013, 2014. и 2016), заједно са Фредриком Стормбијем који је дизајнирано светлећи и садржај екрана. Сцена садржи покретне лед коцке и подове заједно са осталом светлећем, видео и надзор технологијом, све смештене у централном делу сцене у облику крста, са циљем да „креирају јединствено искуство од 360 степени” за гледаоце.

### Водитељи
Дана 5. фебруара 2024. године, шведска телевизија је објавила да ће водитељи све три вечери такмичења бити водитељка и комичарка Петра Меде која је била водитељка такмичења 2013. и 2016, као и шведска глумица Малин Окерман.

## Формат

### Промена гласања
Дана 11. марта 2024, објављено је да ће у финалу гласање бити отворено пре него што наступи прва песма, а остаће отворено током свих такмичарских наступа, а после њих и још додатних 25 минута. Такође, гласање за земље које су део гласања „остатка света”, гласање ће бити отворено 24 сата пред почетак неке такмичарске вечери.

### Жреб за полуфинала
Жреб за полуфинала је одржан 30. јануара 2024. године у Малмеу. Земље учеснице, сем директних финалиста (велике петорке и домаћин Шведска), су подељене у пет шешира, формираних на основу историјата размене поена међу државама у последњих 15 година, по чему су касније извучени учесници по полуфиналима.
Израелски емитер Kan је са дозволом референтне групе ЕБУ жребан у друго полуфинале, пошто би се пробе првог полуфинала поклопиле са Јом хашоа.
Састав шешира је био следећи:‍
| Шешир број 1                                                       | Шешир број 2                                                  | Шешир број 3                                                                  | Шешир број 4                                            | Шешир број 5                                                    |
| ------------------------------------------------------------------ | ------------------------------------------------------------- | ----------------------------------------------------------------------------- | ------------------------------------------------------- | --------------------------------------------------------------- |
| - Албанија - Аустрија - Словенија - Србија - Хрватска - Швајцарска | - Аустралија - Данска - Естонија - Исланд - Норвешка - Финска | - Азербејџан - Грузија - Израел - Јерменија - Летонија - Литванија - Украјина | - Грчка - Ирска - Кипар - Малта - Португал - Сан Марино | - Белгија - Молдавија - Луксембург - Пољска - Холандија - Чешка |

### Предложене промене
Дана 14. јуна, норвешки емитер НРК открио је да је започео разговоре са ЕБУ о потенцијалној ревизији система гласања жирија. Ови разговори долазе после исхода такмичења 2023, у ком је Шведска победила, иако је Финска имала велико вођство у телегласању, што је довело до незадовољства међу публиком. Одлука о било каквим потенцијалним променама ће бити донесена од стране референтне групе такмичења у јануару 2024.
Дана 16. јуна 2023. је пренесено да емитер домаћин SVT процењује потенцијалне промене у формату такмичења како би смањио за 1 сат трајање финала, које се доста повећало увођењем параде застава у чину отварања 2013, као и увођењем одвојеног презентовања гласова жирија и публике 2016. Ипак, неће бити значајније промене у трајању преноса.
У септембру 2023, Каролина Норен, коментаторка за Песму Евровизије за Sveriges Radio, открила је да је наставила разговоре са Мартином Естердалом око система квалификовања на такмичењу; она је предложила да се ревизира правило око аутоматске квалификације држава велике петорке за финале и предложила да се све државе такмиче у полуфиналима.

## Преглед такмичења

### Прво полуфинале
Прво полуфинале је одржано 7. маја 2024. у 21.00ч . Укупно 15 земаља је учествовало у првом полуфиналу. Право гласа су такође имали и публика из Немачке, Уједињеног Краљевства и Шведске и земље које су део гласања „остатка света”. Поред учесника, британски, немачки и шведски представници су извесли своје песме између такмичарских песама и то после учесника из Ирске, Исланда и Молдавије, тим редом.
Прво полуфинале су отворили бивши такмичари, Елени Фуреира, Ерик Саде и Чанел, који су извели своје евровизијске песме – Fuego, Popular и SloMo. У паузи, шведски представник 2018. Бенјамин Ингросо је извео медли својих песама, Who's Laughing Now, Kite и Honey Boy, док је двоструки победник Евровизије Џони Логан извео Лоренину победничку песму из 2012. Euphoria.
Легенда
  Квалификанти
 ‡  Предквалификовани
| #‍  | Држава‍                 | Извођач(и)‍                 | Песма‍                   | Пласман           | Поени             |
| -- | ---------------------- | -------------------------- | ----------------------- | ----------------- | ----------------- |
| 01 | Кипар                  | Силија Капсис              | Liar                    | 6.                | 67                |
| 02 | Србија                 | Теја Дора                  | Рамонда                 | 10.               | 47                |
| 03 | Литванија              | Силвестер Белт             | Luktelk                 | 4.                | 119               |
| 04 | Ирска                  | Bambie Thug                | Doomsday Blue           | 3.                | 124               |
| –  | Уједињено Краљевство ‡ | Оли Александер             | Dizzy                   | Предквалификовани | Предквалификовани |
| 05 | Украјина               | Алиона Алиона и Џери Хејл  | Teresa & Maria          | 2.                | 173               |
| 06 | Пољска                 | Луна                       | The Tower               | 12.               | 35                |
| 07 | Хрватска               | Baby Lasagna               | Рим тим таги дим        | 1.                | 177               |
| 08 | Исланд                 | Хера Бјерк                 | Scared of Heights       | 15.               | 3                 |
| –  | Немачка ‡              | Исак                       | Always on the Run       | Предквалификовани | Предквалификовани |
| 09 | Словенија              | Raiven                     | Вероника                | 9.                | 51                |
| 10 | Финска                 | Windows95man               | No Rules!               | 7.                | 59                |
| 11 | Молдавија              | Наталија Барбу             | In the Middle           | 13.               | 20                |
| –  | Шведска ‡              | Маркус и Мартинус          | Unforgettable           | Предквалификовани | Предквалификовани |
| 12 | Азербејџан             | Фахри feat. Илкин Довлатов | Özünlə apar             | 14.               | 11                |
| 13 | Аустралија             | Electric Fields            | One Milkali (One Blood) | 11.               | 41                |
| 14 | Португал               | Јоланда                    | Grito                   | 8.                | 58                |
| 15 | Луксембург             | Тали                       | Fighter                 | 5.                | 117               |

### Друго полуфинале
Друго полуфинале ће се одржати 9. маја 2024. у 21.00ч . Укупно 16 земаља ће учествовати у другом полуфиналу. Право гласа такође имају и публика из Италије, Француске и Шпаније и земље које су део гласања „остатка света”. Поред учесника, француски, шпански и италијански представници ће извести своје песме између такмичарских песама и то после учесника из Чешке, Летоније и Естоније, тим редом.
У паузи другог полуфинала, Елена Папаризу, Сертаб Еренер и Шарлот Перели ће извести своје евровизијске победничке песме – My Number One, Everyway That I Can и Take Me to Your Heaven – те ће и публика учествовати и певати уз њих. Фински представник 2023, Käärijä, ће такоће наступити.
Легенда
  Квалификанти
 ‡  Предквалификовани
| #‍  | Држава‍      | Извођач(и)‍         | Песма‍                                              | Пласман           | Поени             |
| -- | ----------- | ------------------ | -------------------------------------------------- | ----------------- | ----------------- |
| 01 | Малта       | Сара Боничи        | Loop                                               | 16.               | 13                |
| 02 | Албанија    | Беса               | Titan                                              | 15.               | 14                |
| 03 | Грчка       | Марина Сати        | Zari                                               | 5.                | 86                |
| 04 | Швајцарска  | Немо               | The Code                                           | 4.                | 132               |
| 05 | Чешка       | Аико               | Pedestal                                           | 11.               | 38                |
| –  | Француска ‡ | Слиман             | Mon amour                                          | Предквалификовани | Предквалификовани |
| 06 | Аустрија    | Калин              | We Will Rave                                       | 9.                | 46                |
| 07 | Данска      | Саба               | Sand                                               | 12.               | 36                |
| 08 | Јерменија   |                    | Jako                                               | 3.                | 137               |
| 09 | Летонија    | Донс               | Hollow                                             | 7.                | 72                |
| –  | Шпанија ‡   | Nebulossa          | Zorra                                              | Предквалификовани | Предквалификовани |
| 10 | Сан Марино  | Megara             | 11:11                                              | 14.               | 16                |
| 11 | Грузија     | Нутса Бузаладзе    | Firefighter                                        | 8.                | 54                |
| 12 | Белгија     | Мусти              | Before the Party's Over                            | 13.               | 18                |
| 13 | Естонија    | 5miinust и Puuluup | (Nendest) narkootikumidest ei tea me (küll) midagi | 6.                | 79                |
| –  | Италија ‡   | Анђелина Манго     | La noia                                            | Предквалификовани | Предквалификовани |
| 14 | Израел      | Еден Голан         | Hurricane                                          | 1.                | 194               |
| 15 | Норвешка    | Gåte               | Ulveham                                            | 10.               | 43                |
| 16 | Холандија   | Јост Клајн         | Europapa                                           | 2.                | 182               |

### Финале
Финале је одржано 11. маја 2024. у 21.00ч CEST. Двадесет пет држава је учествовало у финалу и то: држава домаћин тј. Шведска, чланице „велике петорке”, 10 најбоље пласираних из првог полуфинала и 9 пласираних из другог полуфинала. Све државе учеснице, као и земље које су део гласања „остатка света” су гласале у финалу. Редослед наступа у финалу је објављен 10. маја 2024.
У паузи финала, одана је почаст победничкој песми такмичења 1974. Waterloo групе ABBA, за 50 година од њихове победе, у извођењу победника Евровизије Кароле (Шведска 1991), Шарлот Перели (Шведска 1999) и Кончите Вурст (Аустрија 2014). Такође, наступ ће имати Лорен, победница такмичења 2012. и 2023.
Иако се Холандија пласирала у финале, њихов представник је дисквалификован после другог полуфинала после конфронтације са чланицом продукцијског тима.
| #‍  | Држава‍               | Извођач(и)‍                | Песма‍                                              | Пласман | Поени |
| -- | -------------------- | ------------------------- | -------------------------------------------------- | ------- | ----- |
| 01 | Шведска              | Маркус и Мартинус         | Unforgettable                                      | 9.      | 174   |
| 02 | Украјина             | Алиона Алиона и Џери Хејл | Teresa & Maria                                     | 3.      | 453   |
| 03 | Немачка              | Исак                      | Always on the Run                                  | 12.     | 117   |
| 04 | Луксембург           | Тали                      | Fighter                                            | 13.     | 103   |
| 05 | Холандија ‡          | Јост Клајн                | Europapa                                           | —       | —     |
| 06 | Израел               | Еден Голан                | Hurricane                                          | 5.      | 375   |
| 07 | Литванија            | Силвестер Белт            | Luktelk                                            | 14.     | 90    |
| 08 | Шпанија              | Nebulossa                 | Zorra                                              | 22.     | 30    |
| 09 | Естонија             | 5miinust и Puuluup        | (Nendest) narkootikumidest ei tea me (küll) midagi | 20.     | 37    |
| 10 | Ирска                | Bambie Thug               | Doomsday Blue                                      | 6.      | 278   |
| 11 | Летонија             | Донс                      | Hollow                                             | 16.     | 64    |
| 12 | Грчка                | Марина Сати               | Zari                                               | 11.     | 126   |
| 13 | Уједињено Краљевство | Оли Александер            | Dizzy                                              | 18.     | 46    |
| 14 | Норвешка             | Gåte                      | Ulveham                                            | 25.     | 16    |
| 15 | Италија              | Анђелина Манго            | La noia                                            | 7.      | 268   |
| 16 | Србија               | Теја Дора                 | Рамонда                                            | 17.     | 54    |
| 17 | Финска               | Windows95man              | No Rules!                                          | 19.     | 38    |
| 18 | Португал             | Јоланда                   | Grito                                              | 10.     | 152   |
| 19 | Јерменија            |                           | Jako                                               | 8.      | 183   |
| 20 | Кипар                | Силија Капсис             | Liar                                               | 15.     | 78    |
| 21 | Швајцарска           | Немо                      | The Code                                           | 1.      | 591   |
| 22 | Словенија            | Raiven                    | Вероника                                           | 23.     | 27    |
| 23 | Хрватска             | Baby Lasagna              | Рим тим таги дим                                   | 2.      | 547   |
| 24 | Грузија              | Нутса Бузаладзе           | Firefighter                                        | 21.     | 34    |
| 25 | Француска            | Слиман                    | Mon amour                                          | 4.      | 445   |
| 26 | Аустрија             | Калин                     | We Will Rave                                       | 24.     | 24    |

## Резултати

### Резултати првог полуфинала
Свих десет финалиста је одлучено гласањем публике. Свих 15 земаља учесница овог полуфинала је имало право гласа у овом полуфиналу, као и публика из Уједињеног Краљевства, Немачке и Шведске. Све земље које су део гласања „остатка света” су такође гласале. Земље које су прошле у финале су објављене насумичним редоследом. 
| Телегласање | Телегласање | Укупан бр. поена | Државе које гласају | Државе које гласају  | Државе које гласају | Државе које гласају | Државе које гласају | Државе које гласају | Државе које гласају | Државе које гласају | Државе које гласају | Државе које гласају | Државе које гласају | Државе које гласају | Државе које гласају | Државе које гласају | Државе које гласају | Државе које гласају | Државе које гласају | Државе које гласају | Државе које гласају |
| Телегласање | Телегласање | Укупан бр. поена | Украјина            | Уједињено Краљевство | Луксембург          | Азербејџан          | Хрватска            | Аустралија          | Немачка             | Словенија           | Молдавија           | Финска              | Португал            | Исланд              | Ирска               | Пољска              | Кипар               | Литванија           | Србија              | Шведска             | Остатак света       |
| Телегласање | Телегласање | Укупан бр. поена |                     |                      |                     |                     |                     |                     |                     |                     |                     |                     |                     |                     |                     |                     |                     |                     |                     |                     |                     |
| Такмичари   | Кипар       | 67               |                     | 1                    | 4                   | 12                  | 4                   | 7                   |                     | 7                   | 12                  | 2                   | 8                   | 4                   | 1                   |                     |                     |                     | 4                   | 1                   |                     |
| Такмичари   | Србија      | 47               |                     |                      | 5                   | 5                   | 12                  |                     | 5                   | 10                  |                     |                     | 1                   |                     |                     |                     | 5                   |                     |                     |                     | 4                   |
| Такмичари   | Литванија   | 119              | 10                  | 12                   | 10                  | 3                   | 3                   | 6                   | 8                   | 6                   | 2                   | 7                   | 4                   | 7                   | 12                  | 7                   | 10                  |                     | 2                   | 5                   | 5                   |
| Такмичари   | Ирска       | 124              | 8                   | 10                   | 6                   | 6                   | 6                   | 10                  | 6                   | 4                   | 5                   | 8                   | 7                   | 3                   |                     | 8                   | 6                   | 8                   | 7                   | 6                   | 10                  |
| Такмичари   | Украјина    | 173              |                     | 7                    | 8                   | 10                  | 8                   | 8                   | 10                  | 8                   | 10                  | 10                  | 12                  | 10                  | 8                   | 12                  | 12                  | 12                  | 6                   | 10                  | 12                  |
| Такмичари   | Пољска      | 35               | 3                   | 6                    |                     |                     |                     | 1                   | 2                   | 1                   |                     |                     |                     | 8                   | 7                   |                     |                     | 4                   |                     | 3                   |                     |
| Такмичари   | Хрватска    | 177              | 12                  | 8                    | 7                   | 7                   |                     | 12                  | 12                  | 12                  | 8                   | 12                  | 6                   | 12                  | 10                  | 10                  | 7                   | 10                  | 12                  | 12                  | 8                   |
| Такмичари   | Исланд      | 3                |                     |                      |                     |                     |                     |                     |                     |                     |                     |                     |                     |                     |                     |                     | 1                   |                     |                     | 2                   |                     |
| Такмичари   | Словенија   | 51               |                     |                      | 1                   | 1                   | 10                  | 3                   |                     |                     | 4                   | 3                   | 3                   |                     |                     | 4                   | 2                   | 3                   | 10                  |                     | 7                   |
| Такмичари   | Финска      | 59               | 6                   | 4                    | 2                   |                     | 5                   | 5                   | 3                   | 3                   |                     |                     |                     | 6                   | 5                   | 5                   |                     | 6                   |                     | 8                   | 1                   |
| Такмичари   | Молдавија   | 20               | 4                   |                      |                     | 2                   | 1                   |                     |                     |                     |                     |                     | 5                   |                     | 2                   |                     | 3                   |                     | 3                   |                     |                     |
| Такмичари   | Азербејџан  | 11               | 1                   |                      |                     |                     |                     |                     |                     |                     | 6                   | 1                   |                     |                     |                     | 1                   |                     | 1                   | 1                   |                     |                     |
| Такмичари   | Аустралија  | 41               | 5                   | 5                    | 3                   |                     |                     |                     | 4                   |                     | 1                   | 5                   | 2                   | 2                   | 4                   | 2                   |                     | 2                   |                     | 4                   | 2                   |
| Такмичари   | Португал    | 58               | 2                   | 2                    | 12                  | 4                   | 2                   | 2                   | 1                   | 2                   | 3                   | 4                   |                     | 1                   | 3                   | 3                   | 4                   | 5                   | 5                   |                     | 3                   |
| Такмичари   | Луксембург  | 117              | 7                   | 3                    |                     | 8                   | 7                   | 4                   | 7                   | 5                   | 7                   | 6                   | 10                  | 5                   | 6                   | 6                   | 8                   | 7                   | 8                   | 7                   | 6                   |

#### 12 поена у првом полуфиналу
Табела испод садрже информације о додељивањима максималних 12 поена у првом полуфиналу.
| Број добијених 12 поена | Земље које добијају 12 поена | Земље које дају 12 поена                                           |
| ----------------------- | ---------------------------- | ------------------------------------------------------------------ |
| 8                       | Хрватска                     | Аустралија Исланд Немачка Словенија Србија Украјина Финска Шведска |
| 5                       | Украјина                     | Кипар Литванија Пољска Португал Остатак света                      |
| 2                       | Кипар                        | Азербејџан Молдавија                                               |
| 2                       | Литванија                    | Ирска Уједињено Краљевство                                         |
| 1                       | Португал                     | Луксембург                                                         |
| 1                       | Србија                       | Хрватска                                                           |

### Резултати другог полуфинала
Свих десет финалиста је одлучено гласањем публике. Свих 16 земаља учесница овог полуфинала је имало право гласа у овом полуфиналу, као и публика из Италије, Француске и Шпаније. Све земље које су део гласања „остатка света” су такође гласале. Земље које су прошле у финале су објављене насумичним редоследом. 
| Телегласање Жири | Телегласање Жири | Укупан бр. поена | Државе које гласају | Државе које гласају | Државе које гласају | Државе које гласају | Државе које гласају | Државе које гласају | Државе које гласају | Државе које гласају | Државе које гласају | Државе које гласају | Државе које гласају | Државе које гласају | Државе које гласају | Државе које гласају | Државе које гласају | Државе које гласају | Државе које гласају | Државе које гласају | Државе које гласају | Државе које гласају |
| Телегласање Жири | Телегласање Жири | Укупан бр. поена | Сан Марино          | Малта               | Албанија            | Чешка               | Израел              | Данска              | Шпанија             | Норвешка            | Јерменија           | Грузија             | Швајцарска          | Грчка               | Естонија            | Холандија           | Аустрија            | Француска           | Италија             | Белгија             | Летонија            | Остатак света       |
| Телегласање Жири | Телегласање Жири | Укупан бр. поена |                     |                     |                     |                     |                     |                     |                     |                     |                     |                     |                     |                     |                     |                     |                     |                     |                     |                     |                     |                     |
| Такмичари        | Малта            | 13               | 4                   |                     |                     |                     |                     |                     |                     |                     | 5                   |                     |                     | 3                   |                     |                     |                     | 1                   |                     |                     |                     |                     |
| Такмичари        | Албанија         | 14               | 2                   |                     |                     |                     |                     |                     |                     |                     |                     |                     | 3                   | 5                   |                     |                     |                     |                     | 4                   |                     |                     |                     |
| Такмичари        | Грчка            | 86               |                     | 6                   | 8                   | 4                   | 3                   | 2                   | 5                   | 1                   | 12                  | 6                   | 8                   |                     |                     | 6                   | 2                   | 4                   | 6                   | 8                   |                     | 5                   |
| Такмичари        | Швајцарска       | 132              | 12                  | 8                   | 5                   | 8                   | 4                   | 6                   | 4                   | 7                   | 7                   | 5                   |                     | 7                   | 7                   | 8                   | 8                   | 8                   | 8                   | 7                   | 7                   | 6                   |
| Такмичари        | Чешка            | 38               | 6                   | 2                   |                     |                     | 5                   | 1                   | 2                   | 3                   | 1                   | 4                   |                     |                     | 2                   | 1                   | 5                   |                     | 2                   |                     | 3                   | 1                   |
| Такмичари        | Аустрија         | 46               |                     | 3                   | 4                   | 2                   | 8                   | 3                   | 3                   | 2                   | 4                   | 1                   | 4                   | 4                   | 3                   | 2                   |                     |                     |                     | 1                   | 2                   |                     |
| Такмичари        | Данска           | 36               | 7                   | 1                   |                     |                     | 1                   |                     |                     | 10                  | 3                   |                     | 2                   |                     | 5                   |                     | 3                   |                     |                     |                     | 4                   |                     |
| Такмичари        | Јерменија        | 137              | 8                   | 5                   | 6                   | 7                   | 12                  | 5                   | 7                   | 5                   |                     | 12                  | 6                   | 8                   | 4                   | 10                  | 6                   | 10                  | 7                   | 6                   | 5                   | 8                   |
| Такмичари        | Летонија         | 72               | 3                   | 7                   |                     | 5                   |                     | 7                   | 6                   | 6                   |                     | 7                   | 7                   |                     | 12                  | 3                   | 4                   |                     |                     | 5                   |                     |                     |
| Такмичари        | Сан Марино       | 16               |                     |                     |                     |                     |                     |                     | 10                  |                     |                     | 3                   |                     |                     |                     |                     |                     |                     | 1                   |                     |                     | 2                   |
| Такмичари        | Грузија          | 54               |                     | 4                   | 7                   | 1                   | 6                   |                     | 1                   |                     | 10                  |                     |                     | 6                   | 1                   |                     | 1                   | 6                   | 5                   | 2                   |                     | 4                   |
| Такмичари        | Белгија          | 18               |                     |                     | 2                   |                     | 2                   |                     |                     |                     |                     | 2                   |                     | 1                   |                     | 5                   |                     | 5                   |                     |                     | 1                   |                     |
| Такмичари        | Естонија         | 79               | 1                   |                     | 3                   | 6                   | 10                  | 4                   |                     | 4                   | 2                   |                     | 5                   | 2                   |                     | 7                   | 7                   | 2                   | 3                   | 4                   | 12                  | 7                   |
| Такмичари        | Израел           | 194              |                     | 10                  | 12                  | 12                  |                     | 12                  | 12                  | 12                  | 6                   | 10                  | 12                  | 10                  | 8                   | 12                  | 10                  | 12                  | 12                  | 10                  | 10                  | 12                  |
| Такмичари        | Норвешка         | 43               | 5                   |                     | 1                   | 3                   |                     | 8                   |                     |                     |                     |                     | 1                   |                     | 6                   | 4                   |                     | 3                   |                     | 3                   | 6                   | 3                   |
| Такмичари        | Холандија        | 182              | 10                  | 12                  | 10                  | 10                  | 7                   | 10                  | 8                   | 8                   | 8                   | 8                   | 10                  | 12                  | 10                  |                     | 12                  | 7                   | 10                  | 12                  | 8                   | 10                  |

#### 12 поена у другом полуфиналу
Табела испод садрже информације о додељивањима максималних 12 поена у другом полуфиналу.
| Број добијених 12 поена | Земље које добијају 12 поена | Земље које дају 12 поена                                                                    |
| ----------------------- | ---------------------------- | ------------------------------------------------------------------------------------------- |
| 10                      | Израел                       | Албанија Данска Италија Норвешка Француска Холандија Чешка Швајцарска Шпанија Остатак света |
| 4                       | Холандија                    | Аустрија Белгија Грчка Малта                                                                |
| 2                       | Јерменија                    | Грузија Израел                                                                              |
| 1                       | Грчка                        | Јерменија                                                                                   |
| 1                       | Летонија                     | Естонија                                                                                    |
| 1                       | Швајцарска                   | Сан Марино                                                                                  |

### Резултати финала
| Пласман | Комбиновано          | Комбиновано | Жири                 | Жири  | Телегласање          | Телегласање |
| Пласман | Држава               | Поени       | Држава               | Поени | Држава               | Поени       |
| ------- | -------------------- | ----------- | -------------------- | ----- | -------------------- | ----------- |
| 1.      | Швајцарска           | 591         | Швајцарска           | 365   | Хрватска             | 337         |
| 2.      | Хрватска             | 547         | Француска            | 218   | Израел               | 323         |
| 3.      | Украјина             | 453         | Хрватска             | 210   | Украјина             | 307         |
| 4.      | Француска            | 445         | Италија              | 164   | Француска            | 227         |
| 5.      | Израел               | 375         | Украјина             | 146   | Швајцарска           | 226         |
| 6.      | Ирска                | 278         | Ирска                | 142   | Ирска                | 136         |
| 7.      | Италија              | 268         | Португалија          | 139   | Италија              | 104         |
| 8.      | Јерменија            | 183         | Шведска              | 125   | Грчка                | 85          |
| 9.      | Шведска              | 174         | Јерменија            | 101   | Јерменија            | 82          |
| 10.     | Португалија          | 152         | Немачка              | 99    | Литванија            | 58          |
| 11.     | Грчка                | 126         | Луксембург           | 83    | Шведска              | 49          |
| 12.     | Немачка              | 117         | Израел               | 52    | Кипар                | 44          |
| 13.     | Луксембург           | 103         | Уједињено Краљевство | 46    | Естонија             | 33          |
| 14.     | Литванија            | 90          | Грчка                | 41    | Србија               | 32          |
| 15.     | Кипар                | 78          | Летонија             | 36    | Финска               | 31          |
| 16.     | Летонија             | 64          | Кипар                | 34    | Летонија             | 28          |
| 17.     | Србија               | 54          | Литванија            | 32    | Луксембург           | 20          |
| 18.     | Уједињено Краљевство | 46          | Србија               | 22    | Грузија              | 19          |
| 19.     | Финска               | 38          | Шпанија              | 19    | Немачка              | 18          |
| 20.     | Естонија             | 37          | Аустрија             | 19    | Португалија          | 13          |
| 21.     | Грузија              | 34          | Грузија              | 15    | Словенија            | 12          |
| 22.     | Шпанија              | 30          | Словенија            | 15    | Шпанија              | 11          |
| 23.     | Словенија            | 27          | Норвешка             | 12    | Аустрија             | 5           |
| 24.     | Аустрија             | 24          | Финска               | 7     | Норвешка             | 4           |
| 25.     | Норвешка             | 16          | Естонија             | 4     | Уједињено Краљевство | 0           |

| Начин гласања: Жири Телегласање | Начин гласања: Жири Телегласање | Збиран број поена | Укупно поена жирија | Укупно поена теле | Државе које гласају | Државе које гласају  | Државе које гласају | Државе које гласају | Државе које гласају | Државе које гласају | Државе које гласају | Државе које гласају | Државе које гласају | Државе које гласају | Државе које гласају | Државе које гласају | Државе које гласају | Државе које гласају | Државе које гласају | Државе које гласају | Државе које гласају | Државе које гласају | Државе које гласају | Државе које гласају | Државе које гласају | Државе које гласају | Државе које гласају | Државе које гласају | Државе које гласају | Државе које гласају | Државе које гласају | Државе које гласају | Државе које гласају | Државе које гласају | Државе које гласају | Државе које гласају | Државе које гласају | Државе које гласају | Државе које гласају | Државе које гласају | Државе које гласају |
| Начин гласања: Жири Телегласање | Начин гласања: Жири Телегласање | Збиран број поена | Укупно поена жирија | Укупно поена теле | Украјина            | Уједињено Краљевство | Луксембург          | Азербејџан          | Сан Марино          | Малта               | Хрватска            | Албанија            | Чешка               | Израел              | Аустралија          | Данска              | Шпанија             | Норвешка            | Немачка             | Јерменија           | Словенија           | Грузија             | Швајцарска          | Молдавија           | Грчка               | Естонија            | Холандија           | Аустрија            | Француска           | Италија             | Финска              | Португал            | Белгија             | Исланд              | Летонија            | Ирска               | Пољска              | Кипар               | Литванија           | Србија              | Шведска             |
| Начин гласања: Жири Телегласање | Начин гласања: Жири Телегласање | Збиран број поена |                     |                   |                     |                      |                     |                     |                     |                     |                     |                     |                     |                     |                     |                     |                     |                     |                     |                     |                     |                     |                     |                     |                     |                     |                     |                     |                     |                     |                     |                     |                     |                     |                     |                     |                     |                     |                     |                     |                     |
| Такмичари                       | Шведска                         | 174               | 125                 | 49                | 8                   | 6                    | 1                   | 5                   | 2                   |                     | 2                   |                     | 8                   |                     | 5                   | 5                   | 8                   | 3                   | 12                  |                     |                     |                     |                     | 1                   | 1                   | 6                   |                     |                     |                     | 6                   | 7                   | 3                   | 3                   | 1                   | 5                   | 10                  | 5                   | 2                   | 5                   | 5                   |                     |
| Такмичари                       | Украјина                        | 453               | 146                 | 307               |                     |                      | 5                   | 1                   |                     |                     | 7                   |                     | 12                  | 8                   | 1                   | 6                   |                     | 4                   | 4                   |                     |                     | 5                   | 2                   | 12                  | 2                   | 10                  | 2                   | 6                   | 10                  |                     | 8                   | 6                   | 1                   | 3                   | 8                   | 2                   | 10                  | 1                   | 6                   | 1                   | 3                   |
| Такмичари                       | Немачка                         | 117               | 99                  | 18                | 7                   | 2                    | 4                   |                     | 1                   |                     |                     |                     | 5                   | 10                  |                     |                     | 5                   | 6                   |                     | 1                   |                     | 2                   |                     |                     | 5                   | 4                   | 5                   |                     | 8                   | 4                   | 3                   | 2                   | 8                   | 2                   | 4                   | 6                   | 4                   |                     | 1                   |                     |                     |
| Такмичари                       | Луксембург                      | 103               | 83                  | 20                | 1                   | 4                    |                     | 8                   |                     | 4                   | 5                   | 4                   |                     | 12                  | 2                   | 1                   |                     |                     | 3                   |                     | 5                   |                     |                     | 2                   | 3                   |                     |                     |                     | 7                   |                     | 4                   |                     |                     |                     |                     | 8                   |                     | 4                   |                     |                     | 6                   |
| Такмичари                       | Израел                          | 375               | 52                  | 323               |                     |                      |                     |                     |                     | 3                   |                     |                     |                     |                     |                     |                     |                     | 8                   | 8                   |                     |                     | 3                   |                     | 3                   |                     | 5                   |                     |                     | 3                   |                     |                     |                     | 5                   |                     | 2                   |                     |                     | 8                   | 4                   |                     |                     |
| Такмичари                       | Литванија                       | 90                | 32                  | 58                | 5                   |                      |                     |                     |                     |                     |                     |                     |                     |                     |                     |                     |                     |                     | 1                   |                     |                     |                     |                     | 5                   |                     | 2                   | 4                   |                     | 1                   |                     |                     | 7                   |                     |                     |                     |                     |                     |                     |                     | 7                   |                     |
| Такмичари                       | Шпанија                         | 30                | 19                  | 11                |                     |                      |                     |                     | 6                   |                     |                     |                     |                     |                     |                     |                     |                     |                     |                     |                     |                     |                     | 1                   |                     |                     |                     |                     | 4                   |                     | 7                   | 1                   |                     |                     |                     |                     |                     |                     |                     |                     |                     |                     |
| Такмичари                       | Естонија                        | 37                | 4                   | 33                |                     |                      |                     |                     |                     |                     |                     |                     |                     |                     |                     |                     |                     |                     |                     |                     |                     |                     |                     |                     |                     |                     |                     | 2                   |                     | 2                   |                     |                     |                     |                     |                     |                     |                     |                     |                     |                     |                     |
| Такмичари                       | Ирска                           | 278               | 142                 | 136               | 10                  | 7                    |                     | 10                  | 7                   | 7                   | 8                   |                     | 7                   |                     | 12                  | 7                   | 10                  |                     |                     |                     | 1                   |                     | 10                  |                     |                     |                     |                     | 3                   |                     | 10                  | 6                   | 10                  | 4                   | 7                   |                     |                     | 1                   |                     | 3                   | 2                   |                     |
| Такмичари                       | Летонија                        | 64                | 36                  | 28                |                     | 3                    | 8                   |                     |                     | 5                   |                     |                     |                     |                     |                     | 4                   | 4                   |                     |                     |                     |                     | 8                   |                     |                     |                     | 1                   | 1                   |                     |                     |                     |                     |                     |                     |                     |                     |                     | 2                   |                     |                     |                     |                     |
| Такмичари                       | Грчка                           | 126               | 41                  | 85                |                     |                      |                     |                     |                     |                     |                     | 7                   |                     |                     |                     |                     |                     | 2                   |                     | 4                   | 2                   |                     | 12                  |                     |                     |                     |                     |                     | 4                   |                     |                     |                     |                     |                     |                     |                     |                     | 7                   |                     | 3                   |                     |
| Такмичари                       | Уједињено Краљевство            | 46                | 46                  | 0                 |                     |                      |                     |                     |                     |                     |                     |                     |                     |                     | 4                   |                     | 2                   |                     |                     |                     |                     |                     | 3                   |                     |                     |                     |                     |                     |                     |                     |                     | 4                   | 6                   | 8                   | 3                   | 4                   |                     |                     |                     | 4                   | 8                   |
| Такмичари                       | Норвешка                        | 16                | 12                  | 4                 |                     |                      |                     |                     |                     |                     |                     | 6                   | 1                   |                     |                     |                     |                     |                     |                     |                     |                     |                     |                     |                     |                     |                     |                     | 1                   |                     |                     | 2                   |                     |                     |                     |                     |                     |                     |                     | 2                   |                     |                     |
| Такмичари                       | Италија                         | 268               | 164                 | 104               | 2                   | 5                    |                     | 6                   | 10                  | 8                   | 6                   | 10                  |                     | 6                   | 7                   |                     | 1                   | 5                   | 2                   | 8                   | 3                   | 7                   | 6                   | 10                  | 8                   | 3                   | 6                   | 10                  |                     |                     |                     | 5                   | 7                   |                     |                     |                     | 7                   | 3                   |                     | 6                   | 7                   |
| Такмичари                       | Србија                          | 54                | 22                  | 32                |                     |                      |                     |                     |                     |                     | 3                   | 1                   |                     |                     |                     | 2                   |                     |                     |                     | 5                   | 4                   |                     |                     |                     |                     |                     |                     |                     |                     |                     |                     | 1                   |                     |                     |                     | 1                   |                     | 5                   |                     |                     |                     |
| Такмичари                       | Финска                          | 38                | 7                   | 31                |                     |                      |                     |                     | 4                   |                     |                     |                     |                     |                     | 3                   |                     |                     |                     |                     |                     |                     |                     |                     |                     |                     |                     |                     |                     |                     |                     |                     |                     |                     |                     |                     |                     |                     |                     |                     |                     |                     |
| Такмичари                       | Португал                        | 152               | 139                 | 13                | 3                   | 12                   | 3                   |                     | 5                   | 1                   | 12                  | 5                   | 3                   | 3                   |                     |                     | 3                   |                     |                     | 10                  | 8                   | 4                   | 7                   | 4                   | 6                   |                     | 8                   |                     | 12                  |                     |                     |                     | 2                   | 4                   | 1                   | 5                   | 6                   |                     | 8                   |                     | 4                   |
| Такмичари                       | Јерменија                       | 183               | 101                 | 82                |                     |                      | 2                   |                     | 8                   |                     |                     | 8                   | 6                   |                     |                     | 3                   |                     | 7                   | 7                   |                     | 7                   | 6                   | 4                   |                     | 4                   |                     | 3                   | 7                   | 6                   | 3                   |                     | 8                   |                     | 5                   | 7                   |                     |                     |                     |                     |                     |                     |
| Такмичари                       | Кипар                           | 78                | 34                  | 44                |                     | 1                    | 7                   | 2                   | 3                   |                     | 1                   |                     |                     |                     | 6                   |                     |                     |                     |                     | 2                   |                     |                     |                     |                     | 10                  |                     |                     |                     |                     |                     |                     |                     |                     |                     |                     |                     |                     |                     |                     |                     | 2                   |
| Такмичари                       | Швајцарска                      | 591               | 365                 | 226               | 12                  | 10                   | 12                  | 12                  | 12                  | 12                  |                     | 12                  | 10                  | 5                   | 10                  | 12                  | 12                  | 12                  | 5                   | 7                   | 10                  | 12                  |                     | 7                   | 12                  | 12                  | 12                  | 12                  | 5                   | 12                  | 12                  | 12                  | 10                  | 6                   | 12                  | 12                  | 12                  | 6                   | 12                  | 10                  | 12                  |
| Такмичари                       | Словенија                       | 27                | 15                  | 12                |                     |                      |                     | 3                   |                     |                     | 10                  | 2                   |                     |                     |                     |                     |                     |                     |                     |                     |                     |                     |                     |                     |                     |                     |                     |                     |                     |                     |                     |                     |                     |                     |                     |                     |                     |                     |                     |                     |                     |
| Такмичари                       | Хрватска                        | 547               | 210                 | 337               | 4                   | 8                    | 6                   | 4                   |                     | 10                  |                     | 3                   | 2                   | 4                   | 8                   | 8                   |                     |                     | 6                   | 6                   | 6                   | 1                   | 8                   | 8                   |                     | 8                   | 7                   | 8                   | 2                   | 8                   | 10                  |                     |                     | 10                  | 6                   | 7                   | 8                   | 12                  | 10                  | 12                  | 10                  |
| Такмичари                       | Грузија                         | 34                | 15                  | 19                |                     |                      |                     | 7                   |                     | 2                   |                     |                     |                     | 2                   |                     |                     |                     | 1                   |                     | 3                   |                     |                     |                     |                     |                     |                     |                     |                     |                     |                     |                     |                     |                     |                     |                     |                     |                     |                     |                     |                     |                     |
| Такмичари                       | Француска                       | 445               | 218                 | 227               | 6                   |                      | 10                  |                     |                     | 6                   | 4                   |                     | 4                   | 1                   |                     | 10                  | 7                   | 10                  | 10                  | 12                  | 12                  | 10                  | 5                   | 6                   | 7                   | 7                   | 10                  | 5                   |                     | 1                   | 5                   |                     | 12                  | 12                  | 10                  | 3                   | 3                   | 10                  | 7                   | 8                   | 5                   |
| Такмичари                       | Аустрија                        | 24                | 19                  | 5                 |                     |                      |                     |                     |                     |                     |                     |                     |                     | 7                   |                     |                     | 6                   |                     |                     |                     |                     |                     |                     |                     |                     |                     |                     |                     |                     | 5                   |                     |                     |                     |                     |                     |                     |                     |                     |                     |                     | 1                   |

| Жири Телегласање | Жири Телегласање     | Збиран број поена | Укупно поена жирија | Укупно поена теле | Државе које гласају | Државе које гласају  | Државе које гласају | Државе које гласају | Државе које гласају | Државе које гласају | Државе које гласају | Државе које гласају | Државе које гласају | Државе које гласају | Државе које гласају | Државе које гласају | Државе које гласају | Државе које гласају | Државе које гласају | Државе које гласају | Државе које гласају | Државе које гласају | Државе које гласају | Државе које гласају | Државе које гласају | Државе које гласају | Државе које гласају | Државе које гласају | Државе које гласају | Државе које гласају | Државе које гласају | Државе које гласају | Државе које гласају | Државе које гласају | Државе које гласају | Државе које гласају | Државе које гласају | Државе које гласају | Државе које гласају | Државе које гласају | Државе које гласају | Државе које гласају |
| Жири Телегласање | Жири Телегласање     | Збиран број поена | Укупно поена жирија | Укупно поена теле | Украјина            | Уједињено Краљевство | Луксембург          | Азербејџан          | Сан Марино          | Малта               | Хрватска            | Албанија            | Чешка               | Израел              | Аустралија          | Данска              | Шпанија             | Норвешка            | Немачка             | Јерменија           | Словенија           | Грузија             | Швајцарска          | Молдавија           | Грчка               | Естонија            | Холандија           | Аустрија            | Француска           | Италија             | Финска              | Португал            | Белгија             | Исланд              | Летонија            | Ирска               | Пољска              | Кипар               | Литванија           | Србија              | Шведска             | Остатак света       |
| Жири Телегласање | Жири Телегласање     | Збиран број поена |                     |                   |                     |                      |                     |                     |                     |                     |                     |                     |                     |                     |                     |                     |                     |                     |                     |                     |                     |                     |                     |                     |                     |                     |                     |                     |                     |                     |                     |                     |                     |                     |                     |                     |                     |                     |                     |                     |                     |                     |
| Такмичари        | Шведска              | 174               | 125                 | 49                |                     |                      |                     |                     |                     | 1                   | 2                   |                     | 3                   |                     |                     | 6                   |                     | 10                  |                     |                     | 1                   |                     |                     | 8                   | 1                   | 1                   |                     |                     |                     |                     |                     |                     |                     | 7                   |                     |                     | 2                   | 1                   | 1                   | 5                   |                     |                     |
| Такмичари        | Украјина             | 453               | 146                 | 307               |                     | 6                    | 7                   | 8                   | 10                  | 12                  | 8                   | 7                   | 12                  | 10                  | 6                   | 10                  | 10                  | 8                   | 8                   | 3                   | 8                   | 12                  | 6                   | 12                  | 3                   | 12                  | 8                   | 7                   | 8                   | 10                  | 6                   | 10                  | 7                   | 5                   | 10                  | 8                   | 12                  | 8                   | 12                  |                     | 8                   | 10                  |
| Такмичари        | Немачка              | 117               | 99                  | 18                |                     |                      | 1                   |                     |                     |                     |                     |                     |                     | 8                   |                     |                     |                     |                     |                     |                     |                     |                     | 3                   |                     |                     |                     |                     | 4                   |                     |                     |                     |                     |                     | 2                   |                     |                     |                     |                     |                     |                     |                     |                     |
| Такмичари        | Луксембург           | 103               | 83                  | 20                |                     |                      |                     |                     |                     |                     |                     |                     |                     | 12                  |                     |                     |                     |                     |                     |                     |                     |                     |                     |                     |                     |                     |                     |                     | 3                   |                     |                     |                     | 1                   |                     |                     |                     |                     |                     |                     |                     |                     | 4                   |
| Такмичари        | Израел               | 375               | 52                  | 323               |                     | 12                   | 12                  | 7                   | 12                  | 5                   |                     | 10                  | 10                  |                     | 12                  | 8                   | 12                  | 5                   | 12                  | 1                   | 10                  | 8                   | 12                  | 10                  | 7                   | 6                   | 12                  | 10                  | 12                  | 12                  | 12                  | 12                  | 12                  | 8                   | 7                   | 10                  | 5                   | 10                  | 3                   | 3                   | 12                  | 12                  |
| Такмичари        | Литванија            | 90                | 32                  | 58                | 7                   | 8                    | 4                   |                     | 1                   |                     |                     |                     | 1                   |                     |                     | 1                   | 1                   | 3                   | 2                   |                     |                     |                     |                     |                     |                     | 4                   | 1                   |                     |                     |                     |                     |                     |                     | 4                   | 8                   | 7                   | 3                   |                     |                     |                     | 3                   |                     |
| Такмичари        | Шпанија              | 30                | 19                  | 11                |                     |                      |                     |                     |                     |                     |                     |                     |                     |                     |                     |                     |                     |                     |                     |                     |                     |                     |                     |                     |                     |                     |                     |                     | 2                   | 1                   | 3                   | 3                   |                     |                     |                     | 2                   |                     |                     |                     |                     |                     |                     |
| Такмичари        | Естонија             | 37                | 4                   | 33                | 4                   |                      |                     |                     |                     |                     | 4                   |                     |                     |                     |                     |                     |                     |                     |                     |                     |                     |                     |                     |                     |                     |                     |                     |                     |                     |                     | 7                   |                     |                     |                     | 12                  |                     |                     |                     | 6                   |                     |                     |                     |
| Такмичари        | Ирска                | 278               | 142                 | 136               | 8                   | 10                   |                     | 4                   | 2                   | 4                   | 5                   |                     | 6                   |                     | 8                   | 3                   | 7                   | 4                   | 1                   | 2                   | 2                   | 4                   |                     | 2                   | 2                   | 2                   | 6                   | 2                   |                     | 3                   | 5                   | 5                   | 2                   | 3                   | 3                   |                     | 6                   | 2                   | 5                   | 7                   | 4                   | 7                   |
| Такмичари        | Летонија             | 64                | 36                  | 28                | 5                   | 4                    |                     |                     |                     |                     |                     |                     |                     |                     |                     | 4                   |                     | 2                   |                     |                     |                     | 1                   |                     |                     |                     | 3                   |                     |                     |                     |                     |                     |                     |                     |                     |                     | 5                   |                     |                     | 4                   |                     |                     |                     |
| Такмичари        | Грчка                | 126               | 41                  | 85                |                     | 1                    | 5                   | 1                   | 7                   | 2                   |                     | 4                   | 2                   |                     | 3                   |                     | 2                   |                     | 5                   | 10                  |                     | 2                   | 4                   | 3                   |                     |                     | 4                   |                     | 1                   | 2                   |                     |                     | 4                   |                     |                     |                     |                     | 12                  |                     | 8                   |                     | 3                   |
| Такмичари        | Уједињено Краљевство | 46                | 46                  | 0                 |                     |                      |                     |                     |                     |                     |                     |                     |                     |                     |                     |                     |                     |                     |                     |                     |                     |                     |                     |                     |                     |                     |                     |                     |                     |                     |                     |                     |                     |                     |                     |                     |                     |                     |                     |                     |                     |                     |
| Такмичари        | Норвешка             | 16                | 12                  | 4                 | 3                   |                      |                     |                     |                     |                     |                     |                     |                     |                     |                     |                     |                     |                     |                     |                     |                     |                     |                     |                     |                     |                     |                     |                     |                     |                     | 1                   |                     |                     |                     |                     |                     |                     |                     |                     |                     |                     |                     |
| Такмичари        | Италија              | 268               | 164                 | 104               |                     |                      | 3                   | 3                   | 3                   | 8                   | 7                   | 8                   |                     | 7                   |                     |                     | 4                   |                     | 3                   | 6                   | 3                   | 3                   | 8                   | 4                   | 4                   |                     | 2                   | 1                   | 4                   |                     |                     | 4                   | 3                   |                     |                     | 1                   | 4                   | 3                   | 2                   | 4                   | 1                   | 1                   |
| Такмичари        | Србија               | 54                | 22                  | 32                |                     |                      |                     |                     |                     | 3                   | 12                  | 2                   |                     |                     |                     |                     |                     |                     |                     |                     | 5                   |                     | 5                   |                     |                     |                     |                     | 5                   |                     |                     |                     |                     |                     |                     |                     |                     |                     |                     |                     |                     |                     |                     |
| Такмичари        | Финска               | 38                | 7                   | 31                | 2                   | 3                    |                     |                     |                     |                     |                     |                     |                     |                     | 4                   | 2                   |                     | 1                   |                     |                     |                     |                     |                     |                     |                     | 8                   |                     |                     |                     |                     |                     |                     |                     | 1                   | 1                   | 3                   | 1                   |                     |                     |                     | 5                   |                     |
| Такмичари        | Португал             | 152               | 139                 | 13                |                     |                      | 6                   |                     |                     |                     |                     |                     |                     |                     |                     |                     |                     |                     |                     |                     |                     |                     | 2                   |                     |                     |                     |                     |                     | 5                   |                     |                     |                     |                     |                     |                     |                     |                     |                     |                     |                     |                     |                     |
| Такмичари        | Јерменија            | 183               | 101                 | 82                | 1                   |                      |                     |                     |                     |                     | 3                   | 1                   | 5                   | 6                   | 1                   |                     | 3                   |                     | 4                   |                     |                     | 10                  | 1                   | 1                   | 5                   |                     | 3                   | 3                   | 10                  | 4                   |                     | 2                   | 5                   |                     | 2                   |                     |                     | 4                   |                     | 1                   | 2                   | 5                   |
| Такмичари        | Кипар                | 78                | 34                  | 44                |                     |                      |                     | 6                   | 4                   |                     |                     | 5                   |                     | 1                   | 5                   |                     |                     |                     |                     | 4                   | 6                   |                     |                     |                     | 12                  |                     |                     |                     |                     |                     |                     | 1                   |                     |                     |                     |                     |                     |                     |                     |                     |                     |                     |
| Такмичари        | Швајцарска           | 591               | 365                 | 226               | 12                  | 5                    | 2                   | 10                  | 5                   | 6                   | 1                   | 3                   | 7                   |                     | 7                   | 5                   | 6                   | 6                   | 7                   | 8                   | 4                   | 7                   |                     | 5                   | 8                   | 7                   | 7                   | 8                   | 6                   | 7                   | 8                   | 6                   | 6                   | 6                   | 4                   | 6                   | 8                   | 6                   | 8                   | 6                   | 7                   | 6                   |
| Такмичари        | Словенија            | 27                | 15                  | 12                |                     |                      |                     |                     |                     |                     | 10                  |                     |                     |                     |                     |                     |                     |                     |                     |                     |                     |                     |                     |                     |                     |                     |                     |                     |                     |                     |                     |                     |                     |                     |                     |                     |                     |                     |                     | 2                   |                     |                     |
| Такмичари        | Хрватска             | 547               | 210                 | 337               | 10                  | 7                    | 10                  | 12                  | 8                   | 10                  |                     | 12                  | 8                   | 5                   | 10                  | 12                  | 8                   | 12                  | 10                  | 7                   | 12                  | 5                   | 10                  | 7                   | 6                   | 10                  | 10                  | 12                  | 7                   | 8                   | 10                  | 7                   | 8                   | 12                  | 5                   | 12                  | 10                  | 5                   | 10                  | 12                  | 10                  | 8                   |
| Такмичари        | Грузија              | 34                | 15                  | 19                |                     |                      |                     | 5                   |                     |                     |                     |                     |                     | 4                   |                     |                     |                     |                     |                     | 5                   |                     |                     |                     |                     |                     |                     |                     |                     |                     | 5                   |                     |                     |                     |                     |                     |                     |                     |                     |                     |                     |                     |                     |
| Такмичари        | Француска            | 445               | 218                 | 227               | 6                   | 2                    | 8                   | 2                   | 6                   | 7                   | 6                   | 6                   | 4                   | 2                   | 2                   | 7                   | 5                   | 7                   | 6                   | 12                  | 7                   | 6                   | 7                   | 6                   | 10                  | 5                   | 5                   | 6                   |                     | 6                   | 4                   | 8                   | 10                  | 10                  | 6                   | 4                   | 7                   | 7                   | 7                   | 10                  | 6                   | 2                   |
| Такмичари        | Аустрија             | 24                | 19                  | 5                 |                     |                      |                     |                     |                     |                     |                     |                     |                     | 3                   |                     |                     |                     |                     |                     |                     |                     |                     |                     |                     |                     |                     |                     |                     |                     |                     | 2                   |                     |                     |                     |                     |                     |                     |                     |                     |                     |                     |                     |

#### 12 поена у финалу
Табеле испод садрже информације о додељивањима максималних 12 поена у финалу. Земље у трећој колони чија су имена подебљана доделиле су 24 поена (максималних 12 поена жирија и максималних 12 поена телегласања) истој држави.
| Број добијених 12 поена | Земље које добијају 12 поена | Земље које дају 12 поена |
| ----------------------- | ---------------------------- | --- |
| 22                      | Швајцарска                   | Албанија Аустрија Азербејџан Грузија Грчка Данска Естонија Ирска Италија Летонија Литванија Луксембург Малта Норвешка Пољска Португал Сан Марино Украјина Финска Холандија Шведска Шпанија |
| 4                       | Француска                    | Белгија Исланд Јерменија Словенија |
| 3                       | Португалија                  | Уједињено Краљевство Француска Хрватска |
| 2                       | Украјина                     | Молдавија Чешка |
| 2                       | Хрватска                     | Кипар Србија |
| 1                       | Грчка                        | Швајцарска |
| 1                       | Ирска                        | Аустралија |
| 1                       | Луксембург                   | Израел |
| 1                       | Шведска                      | Немачка |

| Број добијених 12 поена | Земље које добијају 12 поена | Земље које дају 12 поена |
| ----------------------- | ---------------------------- | --- |
| 15                      | Израел                       | Аустралија Белгија Италија Луксембург Немачка Португал Сан Марино Уједињено Краљевство Финска Француска Холандија Швајцарска Шведска Шпанија Остатак света |
| 9                       | Хрватска                     | Албанија Аустрија Азербејџан Данска Ирска Исланд Норвешка Словенија Србија                                                                                 |
| 7                       | Украјина                     | Грузија Естонија Литванија Малта Молдавија Пољска Чешка |
| 1                       | Грчка                        | Кипар |
| 1                       | Естонија                     | Летонија |
| 1                       | Кипар                        | Грчка |
| 1                       | Луксембург                   | Израел |
| 1                       | Србија                       | Хрватска |
| 1                       | Француска                    | Јерменија |
| 1                       | Швајцарска                   | Украјина |

## Контроверзе

### Учешће Израела
Од почетка рата између Израела и Хамаса 7. октобра 2023, људи позивају на искључивање Израела из такмичења на основу хуманитарне кризе изазване инвазијом појаса Газе од стране Израела. То је укључивало и протесте и петиције ка националним емитерима у више држава учесница, највише у Финској, на Исланду и у Норвешкој, захтевајући да се повуку са такмичења или да ставе притисак на ЕБУ да искључи Израел. Исландски емитер РУВ ће дискутовати своје учешће (или не учешће) са победником свог националног избора. Закључно са фебруаром 2024, ни један емитер није исказао оштро противљење учешћу Израела; ипак, као одговор на јавне позиве у Словенији, словеначки емитер РТВСЛО је затражио од ЕБУ да одржи разговоре са емитерима око ове ситуације.
У новембру 2023, продукцијски тим емитера-домаћина SVT је изјавио да ће сигурносне мере бити појачане и да ће бити у контакту са полицијом Малмеа током такмичења, наводећи ризик потенцијалних терористичких напада као прелив рата.
Дана 21. фебруара, изралска новинска агенција Ynet је објавила чланак у ком тврди да је ЕБУ одбио потенцијалну песму October Rain на основу политички мотивисаних речи, али и да Kan нема намеру да песму икако измени, те да ризикује искључивање са такмичења. ЕБУ и Kan су издали саопштења на ову тему; ЕБУ је изјавио да се песма тренутно проверава и да ако није у складу са прописима такмичења, Kan ће допбити прилику да измени речи песме или пошаље нову песму до 11. марта.  је изјавио да ако ЕБУ буде тражила да се песма измени, то неће бити урађено, те да ће Kan морати да се повуче са такмичења. Мики Зохар, министар културе и спорта Израела, назвао је могућност одбијања песме од стране ЕБУ „скандалозном” и „позвао на ЕБУ да настави да се понаша професионално и неутрално и да не дозволи политици да утиче на уметност”.
Иако не помуњу Израел, 29. марта 2024, више учесника такмичења – Bambie Thug (Ирска), Gåte (Норвешка), Јоланда (Португал), Мегара (Сан Марино), Мусти (Белгија), Немо (Швајцарска), Оли Александер (УК), Саба (Данска), Силвестер Белт (Литванија) и Windows95man – је објавило отворено писмо позивајући на „моменталну обуставу ватре и примирје” у Гази, као и повратак таоца рата.
Дана 9. априла 2024, ЕБУ је објавио изјаву заменика генералног директора Жан Филипа де Тендера, где осуђује „таргетиране кампање на друштвеним мрежама” против извођача учесника, наводно око недовољног притиска на унију да искључи Израел из такмичења, тврдећи да је одлука укључивања Израела „одлука само ЕБУ-ових тела, а не појединачних извођача”.. Дана 27. април, извршни супервизор такмичења Мартин Естердал је такође дао изјаву против „говора мржње у медијима и на друштвеним мрежама против учесника и оних који раде на [Песми Евровизије]”, као и бранио разлоге зашто израелски емитер сме да учествује..

#### Протести
Одређен број националних финала је поремећен од стране активиста који су тражили бојкот такмичења или искључење Израела у месецима пред такмичење. Ово је укључивало прво полуфинале норвешког избора Melodi Grand Prix током ког се неко попео на сцену током преноса, друго полуфинале шведског избора Melodifestivalen током ког су два члана публике носила костиме лубенице (симбола протеста Палестинаца) и држали знаке на којима се тражило обраћање пажње на циљање палестинске деце од стране израелске војске, као и избори у Данској и Финској, где су протестанти окупљени испред самих локација одржавања тражили бојкот такмичења.

## Међународни преноси и презентери

### Презентери резултата жирија
Редослед презентовања гласова жирија је објављен на дан финала.
1. Украјина — Џамала (победница 2016)
2. Уједињено Краљевство — Џоана Ламли
3. Луксембург — Дезире Носбуш (водитељка 1984)
4. Азербејџан — Ајсел Термузадех (азербејџанска представница 2009)
5. Сан Марино — Кида
6. Малта — Matt Blxcx
7. Хрватска — Иван Дориан Молнар
8. Албанија — Андри Џаху
9. Чешка — Радка Росицка
10. Израел — Маја Алкулумбре
11. Аустралија — Дени Естин
12. Данска — Стефани Суруг
13. Шпанија — Сораја Арнелас (шпанска представница 2009)
14. Норвешка — Ингрид Хељесен
15. Немачка — Ина Милер
16. Јерменија — Brunette (јерменска представница 2023)
17. Словенија — Лорела Флего
18. Грузија — Софо Халваши (грузијска представница 2007)
19. Швајцарска — Џенифер Бозшард
20. Молдавија — Доина Стимповшчи
21. Грчка — Хелена Папаризу (грчка представница 2001 као чланица групе Antique; победница 2005)
22. Естонија — Биргит Ејгемел (естонска представница 2013)
23. Холандија — нико
24. Аустрија — Филип Ханза
25. Француска — Наташа Сен-Пјер (француска представница 2001)
26. Италија — Марио Акампа
27. Финска — Тони Лаксонен
28. Португалија — Мимикет (португалска представница 2023)
29. Белгија — Ливија Душкоф
30. Исланд — Фридрик Омар Хјерлејфсон (исландски представник 2008 као члан групе Euroband)
31. Летонија — Андрејс Реинис Зитманис (летонски представник 2023 као члан групе Sudden Lights)
32. Ирска — Пол Харингтон (победник 1994)
33. Пољска — Вики Габор (победница дечје песме Евровизије 2019)
34. Кипар — Лукас Хаматсос
35. Литванија — Моника Линките (литванска представница 2015 и 2023)
36. Србија — Констракта (српска представница 2022)
37. Шведска — Франс Џепсон-Вал (шведски представник 2016)

### Преноси и коментатори
Све земље учеснице могу да имају коментатора на лицу места или на даљину који пружају гледаоцима податке, као и информације везане за гласање гледаоцима из своје државе. Иако сви емитери морају да прикажу полуфинале у којем учествују или гласају као и финале, скоро сви емитери емитују све три такмичарске вечери. Такође, неки емитери који не учествују такође емитују такмичење. Европска радиодифузна унија такође обезбеђује пренос оба полуфинала и финала кроз свој званични YouTube канал Песме Евровизије.
| Држава               | Емитер               | Пренос                                    | Вечери                        | Коментатори | Реф.                                    |
| -------------------- | -------------------- | ----------------------------------------- | ----------------------------- | --- | --------------------------------------- |
| Азербејџан           | ИТВ                  | ИТВ                                       | Све вечери                    | Нурлана Јафарова | [ 105 ]                                 |
| Албанија             | РТШ                  | , RTSH Muzikë,                            | Све вечери                    | Андри Џаху | [ 106 ] [ 107 ]                         |
| Аустралија           | СБС                  |                                           | Све вечери                    | Мис Вархурст и Џоел Криси | [ 108 ] [ 109 ]                         |
| Аустрија             | ОРФ                  |                                           | Све вечери                    | Енди Кнол | [ 110 ] [ 111 ]                         |
| Аустрија             | ОРФ                  |                                           | Финале                        | Јан Бехерман и Оли Шулц | [ 112 ] [ 113 ]                         |
| Белгија              | РТБФ                 | Tipik                                     | Прво полуфинале               | француски: Жан-Луј Лахај и Морин Лојс                                                                                         | [ 114 ] [ 115 ] [ 116 ]                 |
| Белгија              | РТБФ                 | La Une                                    | Друго полуфинале, финале      | француски: Жан-Луј Лахај и Морин Лојс                                                                                         | [ 114 ] [ 115 ] [ 116 ]                 |
| Белгија              | РТБФ                 | VivaCité                                  | Финале                        | француски: Жан-Луј Лахај и Морин Лојс                                                                                         | [ 114 ] [ 115 ] [ 116 ]                 |
| Белгија              | ВРТ                  | VRT 1                                     | Све вечери                    | холандски: Петер ван де Вејре                                                                                                 | [ 117 ] [ 118 ]                         |
| Белгија              | ВРТ                  | Radio 2                                   | Финале                        | холандски: Петер ван де Вејре                                                                                                 | [ 117 ] [ 118 ]                         |
| Данска               | ДР                   |                                           | Све вечери                    | Ole Tøpholm | [ 119 ] [ 120 ] [ 121 ]                 |
| Грузија              |                      |                                           | Све вечери                    | Ника Лобиладзе | [ 122 ] [ 123 ]                         |
| Грчка                |                      |                                           | Све вечери                    | Танасис Алеврас and Жером Калоута                                                                                             | [ 124 ] [ 125 ] [ 126 ]                 |
| Грчка                | Deftero Programma    | Димитрис Меиданис                         | Све вечери                    | | [ 124 ] [ 125 ] [ 126 ]                 |
| Естонија             | ЕРР                  |                                           | Све вечери                    | естонски: Марко Реикоп | [ 127 ]                                 |
| Естонија             | ЕРР                  | руски: Александр Хоботов и Јулија Календа | Све вечери                    | | [ 127 ]                                 |
| Естонија             | ЕРР                  | естонски знаковни језик: разни рукозборци | Све вечери                    | | [ 127 ]                                 |
| Исланд               | РУВ                  |                                           | Све вечери                    | Гудрун Дис Емилсдоутир | [ 128 ] [ 129 ] [ 130 ] [ 131 ]         |
| Исланд               | РУВ                  | [ 132 ] [ 133 ]                           | Све вечери                    | Гудрун Дис Емилсдоутир |                                         |
| Исланд               | РУВ                  |                                           | Прво полуфинале, финале       | исландски знаковни језик: разни рукозборци                                                                                    | [ 128 ]                                 |
| Ирска                | РТЕ                  | RTÉ One                                   | Прво полуфинале, финале       | Марти Велан | [ 134 ] [ 135 ] [ 136 ] [ 137 ]         |
| Ирска                | РТЕ                  | Друго полуфинале                          |                               | Марти Велан | [ 134 ] [ 135 ] [ 136 ] [ 137 ]         |
| Ирска                | РТЕ                  |                                           | Прво полуфинале, final        | Збисек Залински и Нил Дохерти                                                                                                 | [ 138 ] [ 139 ]                         |
| Израел               | ИПБК/Кан             | Kan 11                                    | Полуфинала                    | Асаф Либерман and Акива Новик                                                                                                 | [ 140 ] [ 141 ] [ 142 ]                 |
| Израел               | ИПБК/Кан             | Kan 11                                    | Финале                        | Асаф Либерман, Акива Новик и Јоаф Цафир                                                                                       | [ 140 ] [ 141 ] [ 142 ]                 |
| Израел               | ИПБК/Кан             | ,                                         | Финале                        | Не зна се | [ 143 ] [ 144 ] [ 145 ]                 |
| Италија              | Раи                  |                                           | Полуфинала                    | Габријел Корси и Мара Маиончи                                                                                                 | [ 146 ]                                 |
| Италија              | Раи                  | Финале                                    |                               | Габријел Корси и Мара Маиончи                                                                                                 | [ 146 ]                                 |
| Италија              | Раи                  |                                           | Све вечери                    | Дилета Парланђели и Матео Осо                                                                                                 | [ 146 ]                                 |
| Јерменија            | AMPTV                |                                           | Све вечери                    | Храчучи Утумазјан и Севак Хакобјан                                                                                            | [ 147 ]                                 |
| Кипар                | CyBC                 |                                           | Све вечери                    | Мелина Карађорђиоу и Ховиг Демирјиан                                                                                          | [ 148 ] [ 149 ] [ 150 ] [ 151 ]         |
| Кипар                | CyBC                 | RIK Trito                                 | Све вечери                    | Не зна се | [ 152 ] [ 153 ] [ 154 ]                 |
| Летонија             | ЛТВ                  |                                           | Полуфинала                    | Томс Гревинш | [ 155 ] [ 156 ] [ 157 ]                 |
| Летонија             | ЛТВ                  | Финале                                    | Томс Гревинш и Лаурис Реиникс | | [ 155 ] [ 156 ] [ 157 ]                 |
| Литванија            | ЛРТ                  | , LRT Radijas                             | Све вечери                    | Рамунас Зилнис | [ 158 ] [ 159 ]                         |
| Луксембург           | РТЛ                  | ,                                         | Све вечери                    | луксембуршки: Раул Рос и Роџер Саурфелд                                                                                       | [ 160 ] [ 161 ]                         |
| Луксембург           | РТЛ                  | Today                                     | Све вечери                    | енглески: Сара Тап и Мередит Мос                                                                                              | [ 162 ]                                 |
| Луксембург           | РТЛ                  |                                           | Прво полуфинале, финале       | француски: Жером Диделот и Ема Соргато                                                                                        | [ 163 ] [ 164 ]                         |
| Малта                | ПБС                  |                                           | Све вечери                    | Без коментатора | [ 165 ] [ 166 ] [ 167 ]                 |
| Молдавија            | TRM                  | ,                                         | Све вечери                    | Јон Јалба и Елена Стегари | [ 168 ] [ 169 ]                         |
| Немачка              | ARD/NDR              | One                                       | Полуфинала                    | Торстен Шорн | [ 170 ] [ 171 ] [ 172 ]                 |
| Немачка              | ARD/NDR              | Das Erste                                 | Финале                        | Торстен Шорн | [ 170 ] [ 171 ] [ 172 ]                 |
| Немачка              |                      | Radio Eins                                | Финале                        | Амелија Ернст и Макс Спалек                                                                                                   | [ 173 ]                                 |
| Норвешка             | НРК                  |                                           | Све вечери                    | Март Стокстад | [ 174 ]                                 |
| Норвешка             | НРК                  |                                           | Финале                        | Јон Мариус Хитебак | [ 174 ]                                 |
| Пољска               | ТВП                  | ,                                         | Све вечери                    | Артур Орзеч | [ 175 ] [ 176 ] [ 177 ]                 |
| Португал             | РТП                  | , RTP Internacional                       | Све вечери                    | Хосе Карлос Малато и Нуно Галопим                                                                                             | [ 178 ] [ 179 ] [ 180 ] [ 181 ]         |
| Португал             | РТП                  | RTP África                                | Прво полуфинале, финале       | Хосе Карлос Малато и Нуно Галопим                                                                                             | [ 178 ] [ 179 ] [ 180 ] [ 181 ]         |
| Сан Марино           | СМРТВ                |                                           | Све вечери                    | Лиа Фиорио и Гиги Рестиво | [ 182 ] [ 183 ]                         |
| Србија               | РТС                  | РТС 1, RTS Svet                           | Све вечери                    | Душка Вучинић | [ 186 ] [ 187 ] [ 188 ]                 |
| Србија               | РТС                  | Радио Београд 1                           | Прво полуфинале               | Катарина Епштајн | [ 187 ] [ 188 ]                         |
| Србија               | РТС                  | Радио Београд 1                           | Финале                        | Катарина Епштајн и Николета Дојчиновић                                                                                        | [ 187 ] [ 189 ]                         |
| Словенија            | РТВ СЛО              | ТВ СЛО 1                                  | Прво полуфинале, финале       | Мојца Мавец | [ 190 ] [ 191 ] [ 192 ] [ 193 ]         |
| Словенија            | РТВ СЛО              | ТВ СЛО 2                                  | Друго полуфинале              | Мојца Мавец | [ 190 ] [ 191 ] [ 192 ] [ 193 ]         |
| Словенија            | РТВ СЛО              | Радио Вал 202                             | Прво полуфинале, финале       | Мај Валериј и Игор Брачич | [ 190 ] [ 191 ] [ 192 ] [ 193 ]         |
| Украјина             | Суспільне            | Суспільне Культура                        | Полуфинала                    | украјински: Тимур Мирошниченко                                                                                                | [ 194 ] [ 195 ] [ 196 ] [ 197 ] [ 198 ] |
| Украјина             | Суспільне            | Суспільне Культура                        | Финале                        | украјински: Тимур Мирошниченко и Васил Бајдак                                                                                 | [ 194 ] [ 195 ] [ 196 ] [ 197 ] [ 198 ] |
| Украјина             | Суспільне            | Суспільне Культура                        | Све вечери                    | украјински знаковни језик: Татјана Журкова, Ина Петрова, Ирина Сколотова, Јулија Порплик, Анфиса Болдусијева и Лада Соколијук | [ 194 ] [ 195 ] [ 196 ] [ 197 ] [ 198 ] |
| Украјина             | Суспільне            | Радіо Промінь                             | Све вечери                    | Дмитро Закарченко и Лесија Антипенко                                                                                          | [ 195 ] [ 197 ] [ 205 ]                 |
| Уједињено Краљевство | ББЦ                  | BBC One                                   | Полуфинала                    | Скот Милс и Рајлан Кларк | [ 206 ]                                 |
| Уједињено Краљевство | ББЦ                  | BBC One                                   | Финале                        | Грејам Нортон | [ 206 ]                                 |
| Уједињено Краљевство | ББЦ                  | BBC Red Button                            | Све вечери                    | британски знаковни језик: разни рукозборци                                                                                    | [ 207 ] [ 208 ] [ 209 ]                 |
| Уједињено Краљевство | ББЦ                  |                                           | Полуфинала                    | Ричи Андерсон | [ 206 ]                                 |
| Уједињено Краљевство | ББЦ                  | Финале                                    | Скот Милс и Рајан Кларк       | | [ 206 ]                                 |
| Финска               | Уле                  | Yle TV1, TV Finland                              | Све вечери                    | фински: Mikko Silvennoinen шведски: Ева Франц и Јохан Линдрос                                                                 | [ 210 ] [ 211 ] [ 212 ]                 |
| Финска               | Уле                  | Yle Radio Suomi                           | Све вечери                    | фински: Тони Лаксонен и Сана Пиркалаинен                                                                                      | [ 210 ] [ 211 ] [ 212 ]                 |
| Финска               | Уле                  | шведски: Ева Франц и Јохан Линдрос        | Све вечери                    | | [ 210 ] [ 211 ] [ 212 ]                 |
| Финска               | Уле                  | Yle Areena                                | Све вечери                    | - инарсколапонски: Хели Хуовинен - севернолапонски: Аслак Палто                                                               | [ 210 ] [ 211 ] [ 212 ]                 |
| Финска               | Уле                  | Yle Areena                                | Прво полуфинале, финале       | руски: Леван Твалтвадзе | [ 210 ] [ 211 ] [ 212 ]                 |
| Француска            | Француска телевизија | Culturebox                                | Полуфинала                    | Ники Дол | [ 213 ] [ 214 ]                         |
| Француска            | Француска телевизија | France 2                                  | Финале                        | Лоренс Боколини и Стефан Берн                                                                                                 | [ 213 ] [ 214 ]                         |
| Холандија            | НПО/АВРОТРОС         | ,                                         | Све вечери                    | Корналд Мас и Жаклин Говаерт                                                                                                  | [ 215 ] [ 216 ] [ 217 ]                 |
| Холандија            | НПО/АВРОТРОС         |                                           | Финале                        | Каролин Боргерс | [ 218 ]                                 |
| Хрватска             | ХРТ                  | ХРТ 1                                     | Све вечери                    | Душко Ћурлић | [ 219 ]                                 |
| Хрватска             | ХРТ                  | ХР 2                                      | Све вечери                    | Златко Туркаљ | [ 220 ] [ 221 ] [ 222 ] [ 223 ]         |
| Чешка                | ЧТ                   |                                           | Све вечери                    | Вашек Матејовски, Patricie Kaňok Fuxová и Dominika Hašková                                                                    | [ 224 ] [ 225 ]                         |
| Шпанија              | РТВЕ                 |                                           | Прво полуфинале               | шпански: Јулија Варела and Тони Агиљар                                                                                        | [ 226 ] [ 227 ] [ 228 ] [ 229 ]         |
| Шпанија              | РТВЕ                 | La 1                                      | Друго полуфинале              | шпански: Јулија Варела and Тони Агиљар                                                                                        | [ 226 ] [ 227 ] [ 228 ] [ 229 ]         |
| Шпанија              | РТВЕ                 | La 1                                      | Финале                        | - шпански: Јулија Варела и Тони Агиљар - каталонски: Соња Урбано и и Хави Мартинез                                            | [ 226 ] [ 227 ] [ 228 ] [ 229 ]         |
| Шпанија              | РТВЕ                 | Internacional                             | Све вечери                    | шпански: Јулија Варела и Тони Агиљар                                                                                          | [ 230 ]                                 |
| Шпанија              | РТВЕ                 | Nacional                                  | Финале                        | шпански: Давид Асенсио, Сара Калво, Ангела Фернандез, Ману Мартин-Албо и Луис Мигел Монтес                                    | [ 231 ]                                 |
| Шпанија              | РТВЕ                 |                                           | Финале                        | каталонски: Соња Урбано и Хави Мартинез                                                                                       | [ 229 ]                                 |
| Шведска              | СВТ                  |                                           | Све вечери                    | шведски: Тина Мехрафзун и Едвард аф Силен                                                                                     | [ 232 ] [ 233 ] [ 234 ] [ 235 ]         |
| Шведска              | СВТ                  | Play                                      | Финале                        | - инарсколапонски: Хели Хуовинен - севернолапонски: Аслак Палто                                                               | [ 236 ] [ 237 ] [ 238 ]                 |
| Шведска              | СР                   |                                           | Све вечери                    | шведски: Каролина Норен | [ 239 ] [ 240 ] [ 241 ]                 |
| Швајцарска           | СРГ ССР              |                                           | Полуфинала                    | италијански: Елис Кавалини и Ђијан-Андреа Коста                                                                               | [ 242 ] [ 243 ] [ 244 ]                 |
| Швајцарска           | СРГ ССР              |                                           | Финале                        | италијански: Елис Кавалини и Ђијан-Андреа Коста                                                                               | [ 245 ] [ 246 ]                         |
| Швајцарска           | СРГ ССР              |                                           | Полуфинала                    | француски: Жон-Марк Ричард и Николас Танер                                                                                    | [ 247 ]                                 |
| Швајцарска           | СРГ ССР              |                                           | Финале                        | француски: Жон-Марк Ричард, Николас Танер и Жули Бертолет                                                                     | [ 246 ]                                 |
| Швајцарска           | СРГ ССР              | zwei                                      | Полуфинала                    | немачки: Свен Епини | [ 248 ]                                 |
| Швајцарска           | СРГ ССР              | Финале                                    |                               | немачки: Свен Епини | [ 248 ]                                 |

| Држава             | Емитер                       | Пренос              | Вечери     | Коментатори                                                  | Реф             |
| ------------------ | ---------------------------- | ------------------- | ---------- | ------------------------------------------------------------ | --------------- |
| Бразил             | Zapping                      | Zapping Music Live  | Финале     | Присилија Бертоци                                            | [ 249 ]         |
| Косово и Метохија  | РТК                          | РТК1                | Све вечери | Агрон Краснићи и Егзона Рафуна                               | [ 250 ]         |
| Перу               | Zapping                      | Zapping Music Live  | Финале     | Рајен Араја и Игнацио Лира                                   | [ 251 ]         |
| Северна Македонија | МРТ                          | МРТ 1, Радио Скопље | Све вечери | Александра Јовановска                                        | [ 252 ]         |
| Сједињене Државе   |                              | Peacock             | Све вечери | Без коментатора                                              | [ 253 ] [ 254 ] |
| Сједињене Државе   |                              |                     | Финале     | Еван Спенс и Саманта Рос                                     | [ 255 ]         |
| Словачка           |                              |                     | Финале     | Данијел Балаж, Луциа Хаверлик, Павол Хубинак и Јурај Маличек | [ 256 ] [ 257 ] |
| Црна Гора          | Радио и телевизија Црне Горе | ТВЦГ 1              | Све вечери | Дражен Бауковић                                              | [ 258 ] [ 259 ] |
| Црна Гора          | Радио и телевизија Црне Горе | Радио 98            | Све вечери | Не зна се                                                    | [ 258 ] [ 259 ] |
| Чиле               | Zapping                      | Zapping Channel     | Финале     | Рајен Араја и Игнацио Лира                                   | [ 260 ]         |

## Службени албум
је службени компилацијски албум такмичења одржаног 2024. године, који је саставила Европска радиодифузна унија, а 19. априла 2024. године је издала кућа Universal Music Group. Албум садржи свих 37 песама изведених на Евровизији 2024. године, укључујући и полуфиналне нумере које нису добиле право учешћа у финалу.
| №   | Назив                                                         | Аутор(и) | Извођач                    | Трајање |  |
| 1.  | Titan (Албанија)                                              | Музика и текст: Беса Кокедима, Кљеди Бахити, Петрир Сефај и Розана Ради                                                                              | Беса                       | 2ː56    |  |
| 2.  | Jako (Ժակո) (Јерменија)                                       | Музика и текст: Одри Леклер, Јаклин Багдасарјан и Луј Томас                                                                                          | Ladaniva                   | 2ː26    |  |
| 3.  | One Milkali (One Blood) (Аустралија)                          | Музика и текст: Мајкл Рос и Закарија Филдинг | Electric Fields            | 2ː55    |  |
| 4.  | We Will Rave (Аустрија)                                       | Музика: Џими „Џокер” Тернфелд, Андерц Вретов, Џули Огар и Томас Стенгард Текст: Џими „Џокер” Тернфелд, Андерц Вретов и Томас Стенгард                | Калин                      | 3ː04    |  |
| 5.  | Özünlə apar (Азербејџан)                                      | Музика и текст: Едгар Равин, Фахри Исмајлов, Хасан Хајдар, Мадо Салих и Мила Милес                                                                   | Фахри feat. Илкин Довлатов | 3ː02    |  |
| 6.  | Before the Party's Over (Белгија)                             | Музика: Беноа Леклер, Пјер Думујин и Томас Мустин Текст: Аријана Дамато, Шарлот Кларк, Нина Самперманс, Елојсијус Лојд и Томас Мустин                | Мусти                      | 3ː00    |  |
| 7.  | Рим тим таги дим (Хрватска)                                   | Музика и текст: Марко Пуришић | Baby Lasagna               | 3ː00    |  |
| 8.  | Liar (Кипар)                                                  | Музика: Димитрис Контопулос Текст: Елке Тијел | Силија Капсис              | 2ː55    |  |
| 9.  | Pedestal (Чешка)                                              | Музика: Стивен Ансел Текст: Алена Ширманова-Костебелова                                                                                              | Аико                       | 2ː56    |  |
| 10. | Sand (Данска)                                                 | Музика и текст: Јонас Тандер, Мелани Вехбе, Пил Калинка и Нигард Јепсен                                                                              | Саба                       | 3ː01    |  |
| 11. | (Nendest) narkootikumidest ei tea me (küll) midagi (Естонија) | Музика и текст: Марко Вејсон и Рамо Тедер Текст: Ким Венестрем, Kohver, Lancelot, Марко Вејсон, Päevakoer, Похја Кореа и Рамо Тедер                  | 5miinust и Puuluup         | 2ː45    |  |
| 12. | No Rules! (Финска)                                            | Музика и текст: Хенри Писпанен, Јуси Роине, Тему Кеистери                                                                                            | Windows95man               | 2ː56    |  |
| 13. | Mon amour (Француска)                                         | Музика: Слиман Небши, Меир Салах, Јакоб Салах Текст: Слиман Небши                                                                                    | Слиман                     | 2ː59    |  |
| 14. | Firefighter (Грузија)                                         | Музика: Дарко Димитров Текст: Ада Скитка | Нутса Бузаладзе            | 3ː03    |  |
| 15. | Always on the Run (Немачка)                                   | Музика: Грег Таро, Исак Гудериан Кевин Лер и Лео Салминен Текст: Грег Таро, Исак Гудериан, Лост, Јупитер                                             | Исак                       | 3ː02    |  |
| 16. | Zari (Ζάρι) (Грчка)                                           | Музика и текст:Gino the Ghost, Џеј Луит Столар, Џордан Ричард Палмер, Константин Пламенов Бешков, Марина Сати, Ник Кодонас, Oge, Solmeister и Vlospa | Марина Сати                | 3ː00    |  |
| 17. | Scared of Heights (Исланд)                                    | Музика и текст: Асдис Марија Видарсдоутир, Ферас Алкаис, Јаро Омар, Мајкл Бурек                                                                      | Хера Бјерк                 | 3ː03    |  |
| 18. | Doomsday Blue (Ирска)                                         | Музика и текст: Кантри Реј Робинсон, Оливија Кеси Брукинг, Сем Метлок и Тајлер Рајдер                                                                | Bambie Thug                | 3ː00    |  |

| №   | Назив                        | Аутор(и) | Извођач                   | Трајање |  |
| 1.  | Hurricane (Израел)           | Музика и текст: Ави Охион, Керен Пелес и Став Бегер | Еден Голан                | 2ː59    |  |
| 2.  | La noia (Италија)            | Музика: Анђелина Манго, Дарио Фаини и Франческа Калеаро Текст: Анђелина Манго и Франческа Калеаро                                                                                         | Анђелина Манго            | 2ː59    |  |
| 3.  | Hollow (Летонија)            | Музика и текст: Артурс Шингирејс, Кејт Нортроп и Лијам Гедес | Донс                      | 2ː50    |  |
| 4.  | Luktelk (Литванија)          | Музика и текст: Џесика Шивокаите, Елена Јургаитјте, Силвестрас Белт | Силвестер Белт            | 2ː40    |  |
| 5.  | Fighter (Луксембург)         | Музика: Ана Зимер, Дарио Фаини и Манон Ромити Текст: Ана Зимер, Манон Ромити и Силвио Лизбон                                                                                              | Тали                      | 2ː59    |  |
| 6.  | Loop (Малта)                 | Музика и текст: Кевин Ли, Лејре Готкси Ангел, Мајкл Џо Чини, Сара Боничи и Себастијан Причард-Џејмс                                                                                       | Сара Боничи               | 2ː59    |  |
| 7.  | In the Middle (Молдавија)    | Музика: Крис Ричардс Текст: Наталија Барбу | Наталија Барбу            | 2ː58    |  |
| 8.  | Europapa (Холандија)         | Музика: Пол Елстак, Тен де Крујф и Тајмен Мелисант Текст: Дони Елерстром, Јост Клајн и Тим Харс                                                                                           | Јост Клајн                | 2ː39    |  |
| 9.  | Ulveham (Норвешка)           | Музика и текст: Гунхилд Сундли, Магнус Бермарк, Јон Евен Шерер, Марит Јенсен Лилебуен, Рони Граф Јансен и Свејнунг Сундли                                                                 | Gåte                      | 3ː00    |  |
| 10. | The Tower (Пољска)           | Музика и текст: Александра Катаржина Вијелгомас, Макс Кук и Пол Диксон | Луна                      | 2ː59    |  |
| 11. | Grito (Португал)             | Музика и текст: Алберто Ернандез и Јоланда Кошта | Јоланда                   | 2ː54    |  |
| 12. | 11:11 (Сан Марино)           | Музика и текст: Роберто ла Луета Руиз и Сара Хименез Морал |                           | 3ː00    |  |
| 13. | Рамонда (Србија)             | Музика: Теодора Павловска и Лука Јовановић Текст: Теодора Павловска и Андријано Кадовић                                                                                                   | Теја Дора                 | 3ː03    |  |
| 14. | Вероника (Словенија)         | Музика: Бојан Цвјетићанин, Петер Ху, Данило Капел, Клавдија Копина, Мартин Безјак и Сара Бришки Цирман Текст: Бојан Цвјетићанин, Клавдија Копина и Сара Бришки Цирман                     | Raiven                    | 2ː46    |  |
| 15. | Zorra (Шпанија)              | Музика и текст: Марија Бас и Марк Дасоуса | Nebulossa                 | 3ː00    |  |
| 16. | Unforgettable (Шведска)      | Музика и текст: Маркус Гунарсен, Мартинус Гунарсен, Џими Џокер Торнфелт, Линеа Деб и Џој Деб                                                                                              | Маркус и Мартинус         | 2ː47    |  |
| 17. | The Code (Швајцарска)        | Музика: Ласе Мидцијан Ниман, Бењамин Аласу, Том Елер, Војћех Костржева, Пеле Лоријано, Немо Метлер и Никодем Милевски Текст: Немо Метлер, Бењамин Аласу, Линда Дејл и Ласе Мидцијан Ниман | Немо                      | 2ː59    |  |
| 18. | Teresa & Maria (Украјина)    | Музика и текст: Антон Чилиби и Иван Клименко Текст: Аљона Савраненко и Јана Шемаева | Алиона Алиона и Џери Хејл | 2ː59    |  |
| 19. | Dizzy (Уједињено Краљевство) | Музика и текст: Оли Александар и Данијел Харл | Оли Александер            | 2ː51    |  |